# Moncontour (Côtes-d'Armor)
Pour les articles homonymes, voir Moncontour.
Moncontour [mɔ̃kɔ̃tuʁ] est une commune française située dans le département des Côtes-d'Armor en région Bretagne.
Elle fait partie des Petites Cités de Caractère et de l'association Les Plus Beaux Villages de France.
Moncontour a été pendant presque deux siècles le chef-lieu du canton de Moncontour et désormais, depuis 2015, est incluse dans le canton de Plaintel. Moncontour a fait partie de la Communauté de communes du Pays de Moncontour entre 1983 et 2016 et est membre depuis 2017 de la Communauté de communes Lamballe Terre et Mer.

## Géographie

### Situation
La commune est située à vol d'oiseau à 15 km au sud-ouest de Lamballe et à 19,5 km au sud-est de Saint-Brieuc.
|       | Hénon      |           |
| Plémy | Moncontour | Trédaniel |
| Plémy | Plémy      |           |

### Relief et hydrographie
La ville est située au bord de l'Évron, un petit fleuve côtier qui partage le même estuaire que le Gouessant. La superficie de la commune n'est que de 480 hectares, ce qui en fait la plus petite du département des Côtes-d'Armor. La commune a un relief accidenté, l'altitude variant entre 98 m et 182 m. La ville occupe en effet une colline de faible superficie, prolongement oriental des Monts du Mené, située juste au sud de la confluence de l'Évron, affluent de rive gauche du Gouessant, et d'un de ses propres affluents de rive droite, le Ruisseau de l'Étang Prioux (leur confluence est à la limite nord-est du territoire communal de Moncontour).
| - Carte topographique de la commune de Moncontour. |

### Habitat

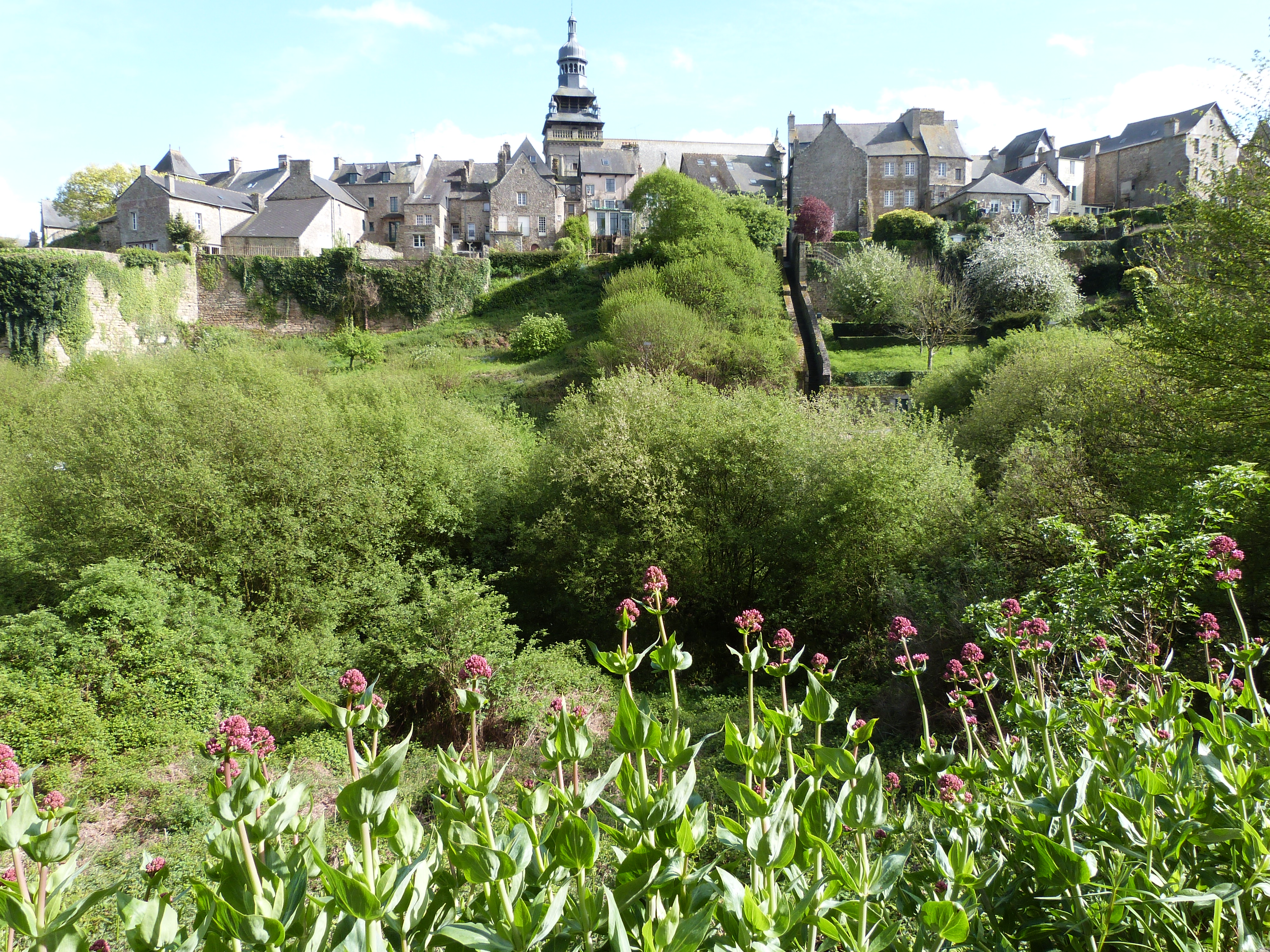
Moncontour : vue d'ensemble depuis la D 1.
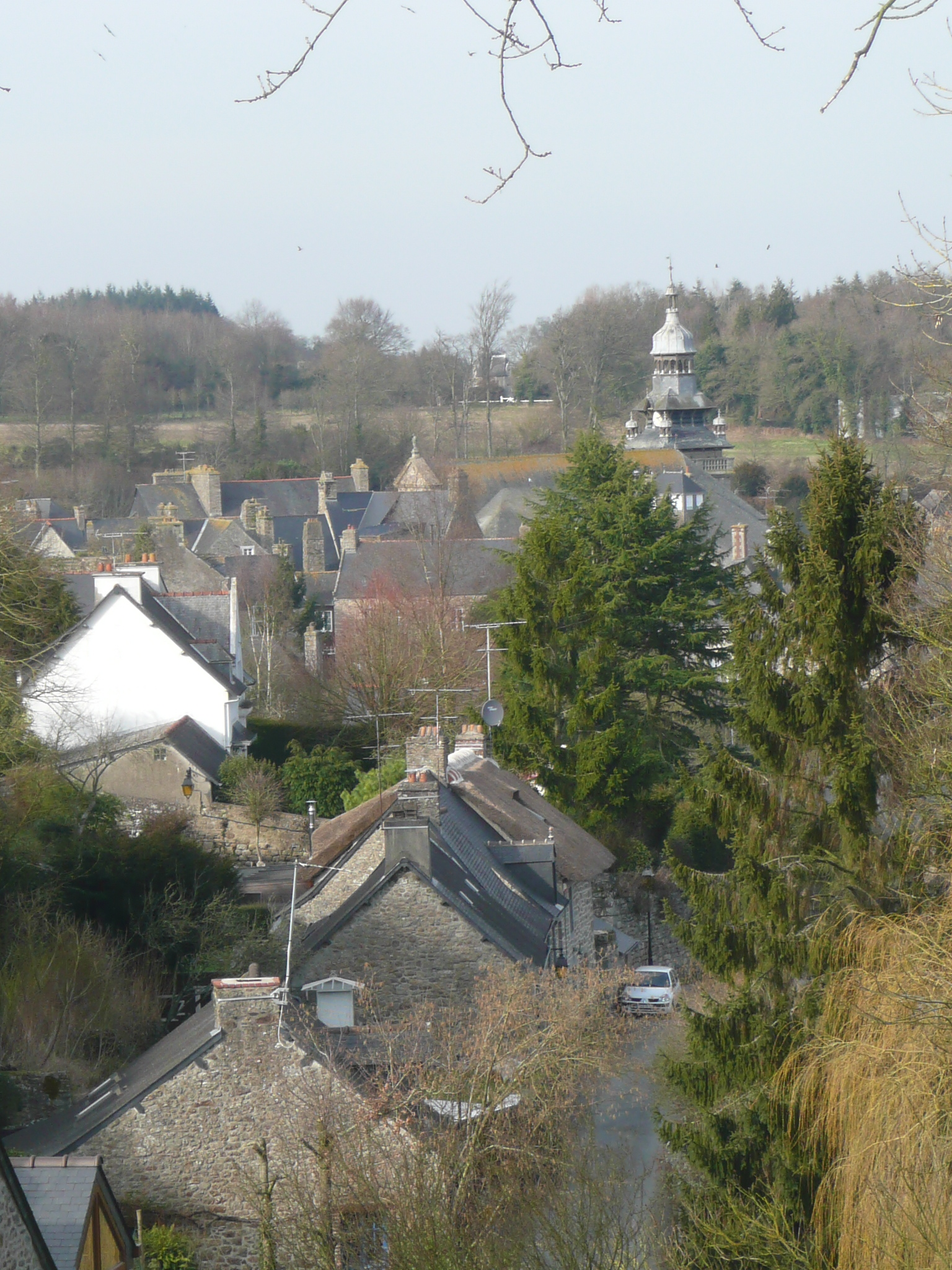
Moncontour : vue générale.
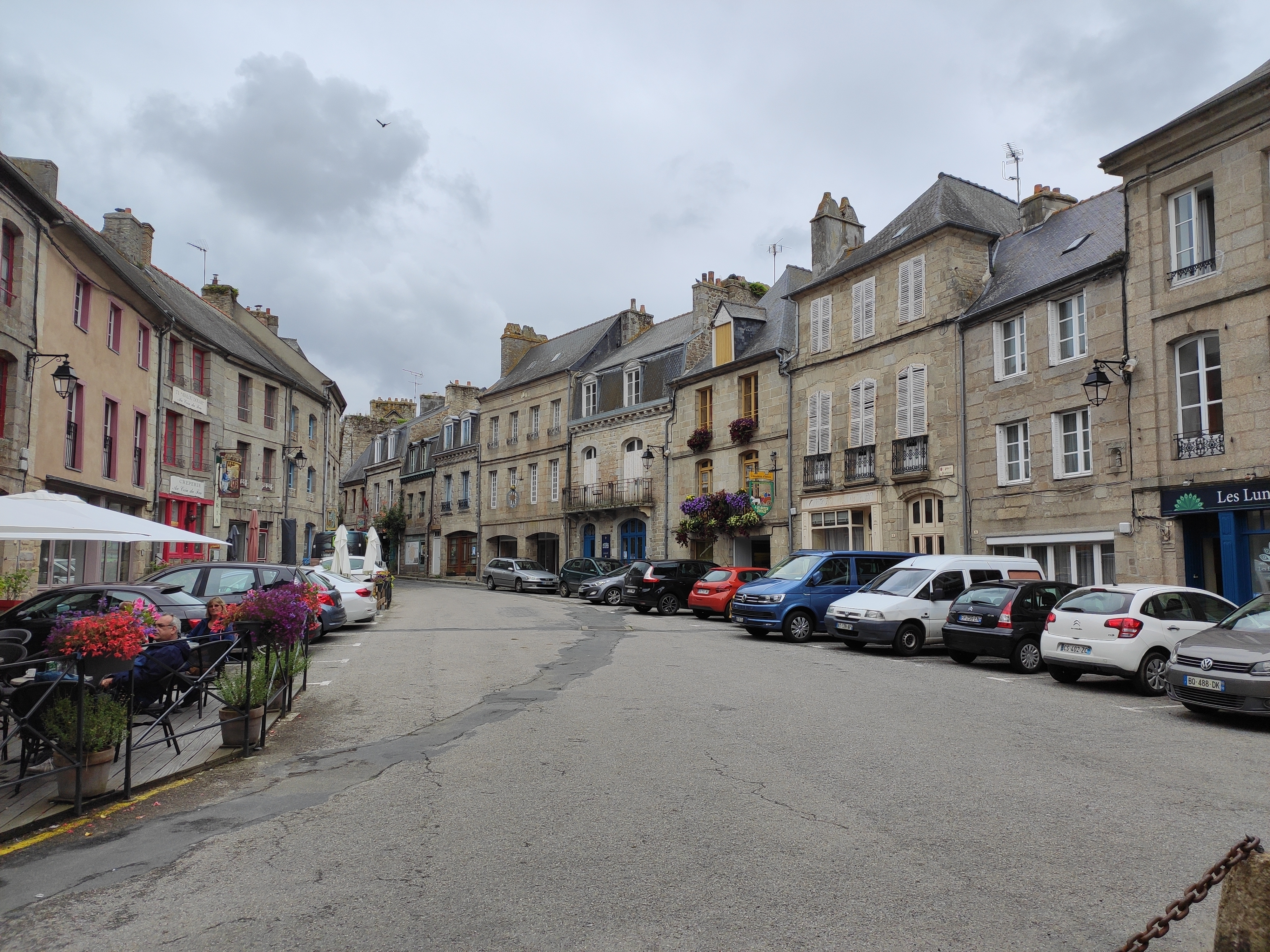
Moncontour : la place centrale de la ville.
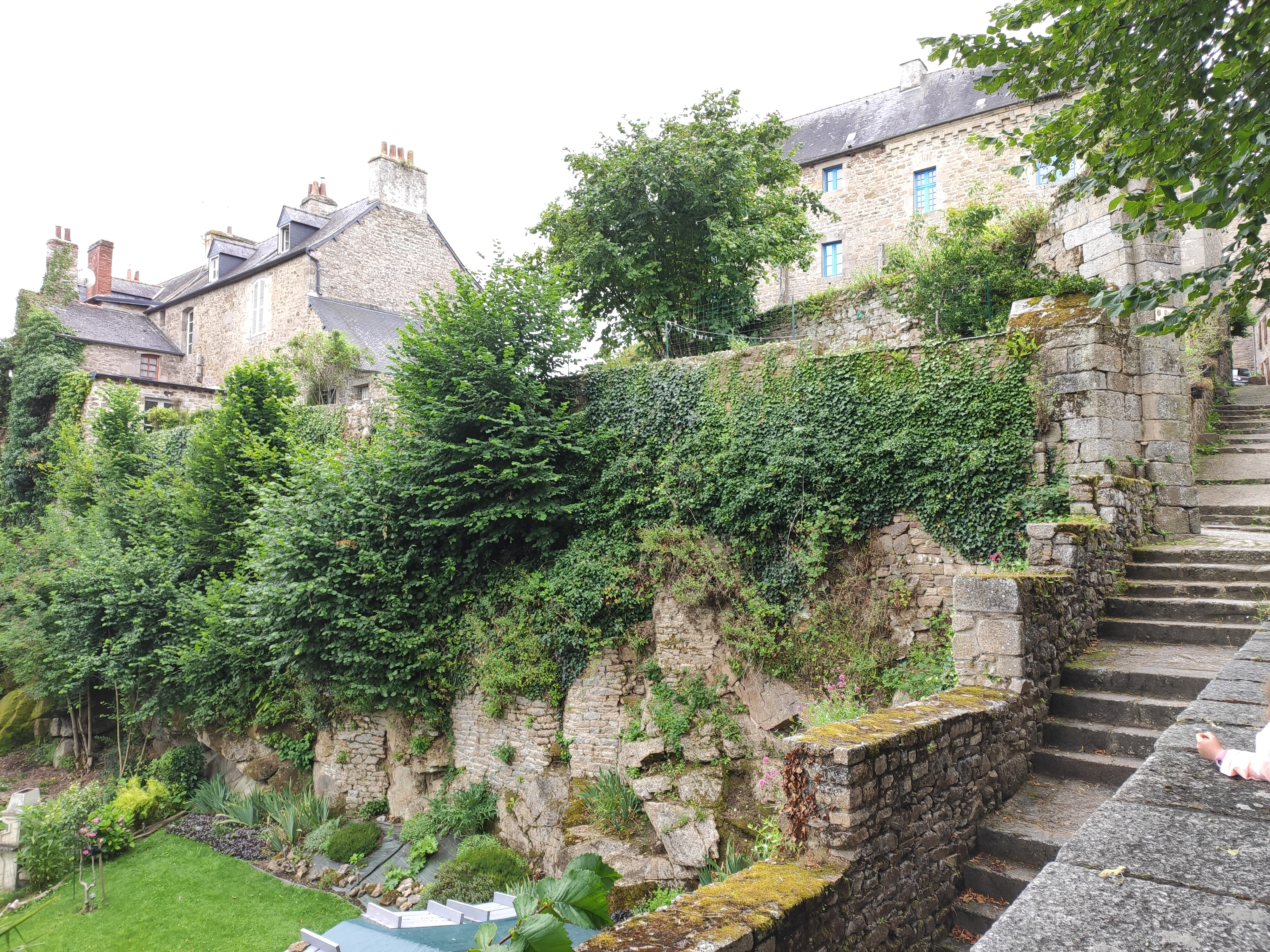
Moncontour : vestiges des remparts.
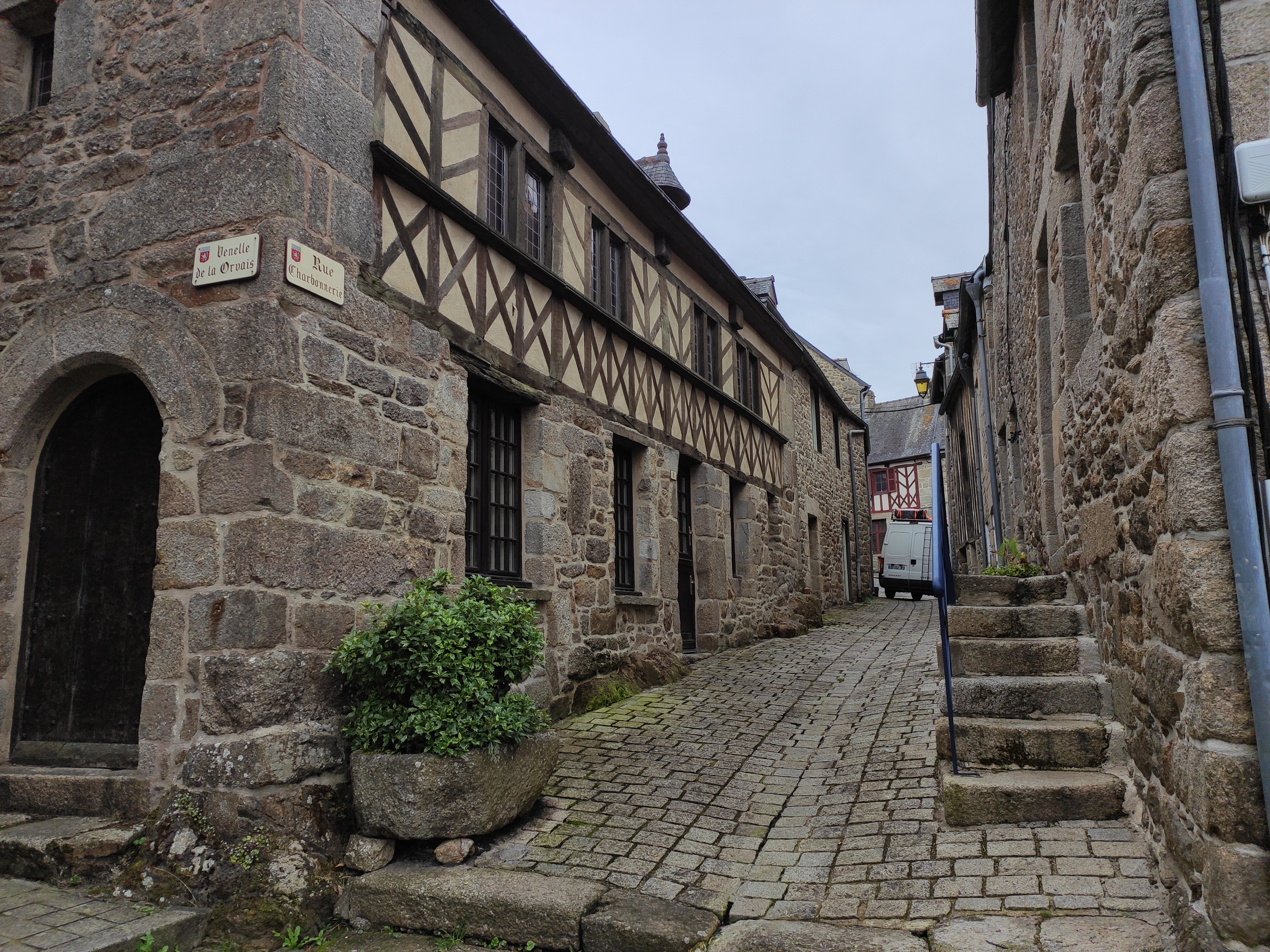
Moncontour : maisons à pans de bois rue Charbonnerie.
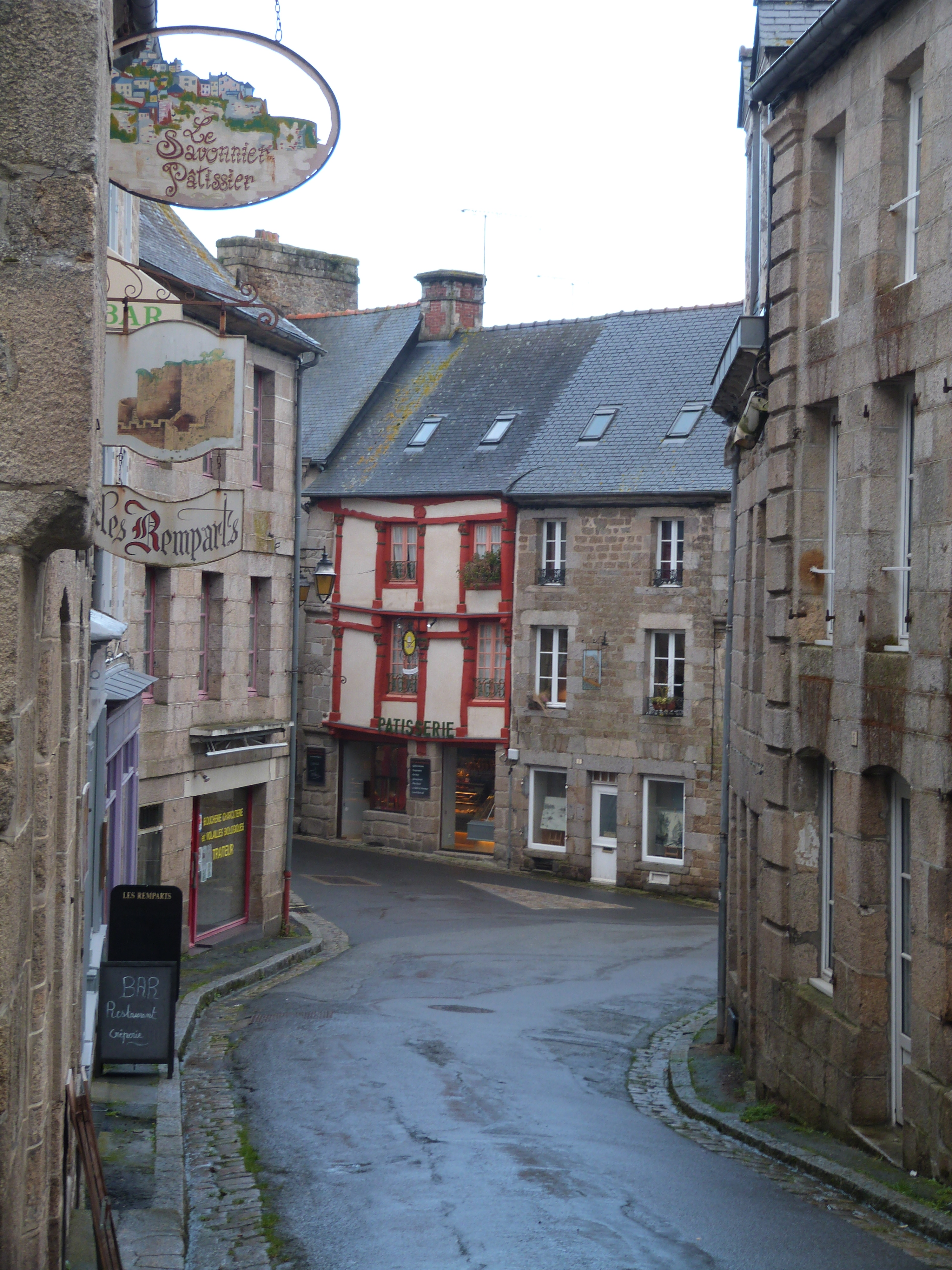
Moncontour : Rue de l'Union débouchant sur la rue Notre-Dame.

### Hydrographie
Pour un article plus général, voir Réseau hydrographique des Côtes-d'Armor.
La commune est située dans le bassin Loire-Bretagne. Elle est drainée par l'Evron et l'Étang Prioux,,.
L'Évron, d'une longueur de 26 km, prend sa source dans la commune de Plémy et se jette  dans le Gouessant à Lamballe-Armor, après avoir traversé dix communes. 

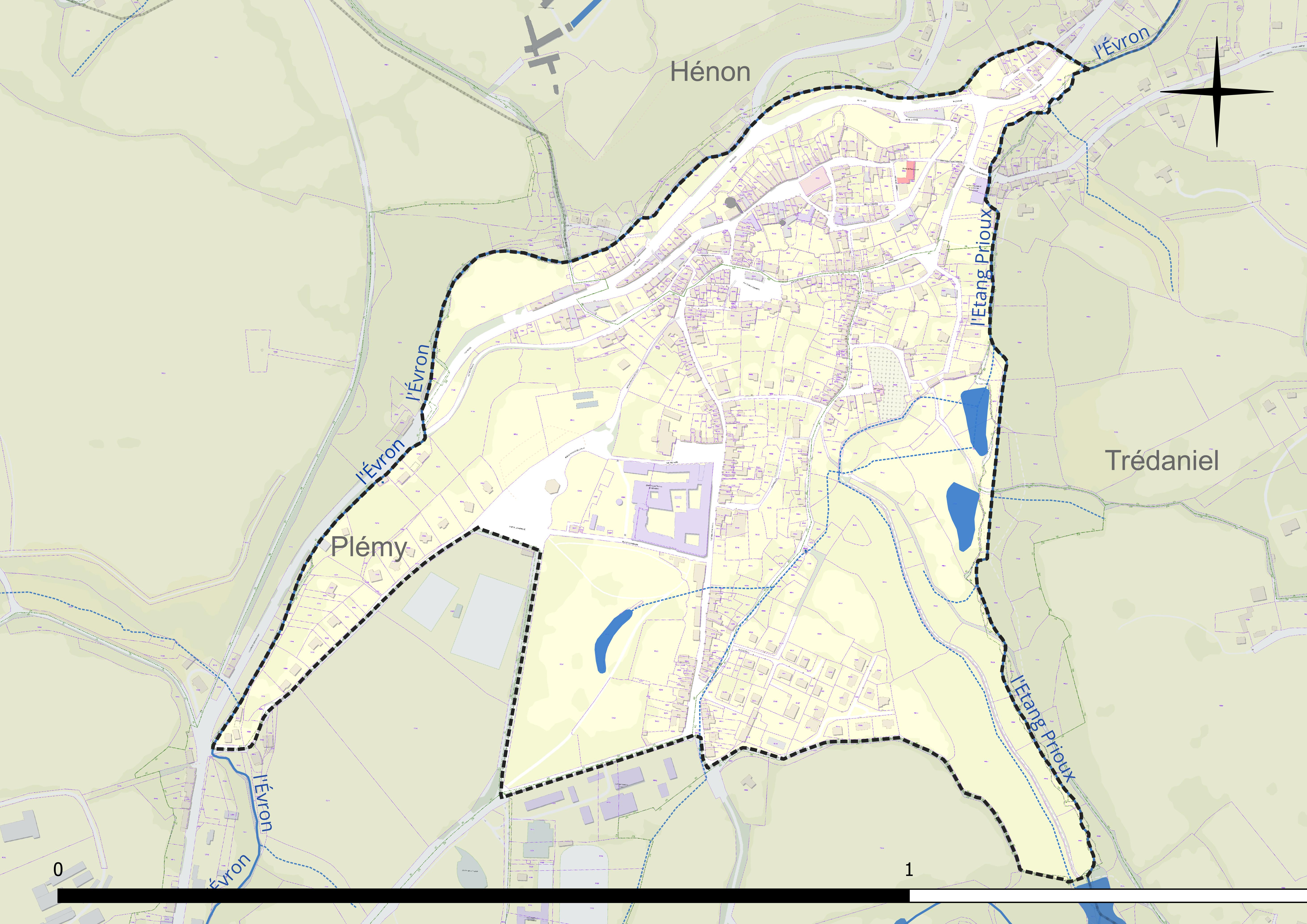
Réseau hydrographique de Moncontour.

### Climat
Pour des articles plus généraux, voir Climat de la Bretagne et Climat des Côtes-d'Armor.
En 2010, le climat de la commune est de type climat océanique franc, selon une étude du CNRS s'appuyant sur une série de données couvrant la période 1971-2000. En 2020, Météo-France publie une typologie des climats de la France métropolitaine dans laquelle la commune est exposée à un climat océanique et est dans la région climatique Finistère nord, caractérisée par une pluviométrie élevée, des températures douces en hiver (6 °C), fraîches en été et des vents forts. Parallèlement l'observatoire de l'environnement en Bretagne publie en 2020 un zonage climatique de la région Bretagne, s'appuyant sur des données de Météo-France de 2009. La commune est, selon ce zonage, dans la zone « Intérieur », exposée à un climat médian, à dominante océanique.
Pour la période 1971-2000, la température annuelle moyenne est de 11 °C, avec une amplitude thermique annuelle de 11,4 °C. Le cumul annuel moyen de précipitations est de 816 mm, avec 12,4 jours de précipitations en janvier et 6,7 jours en juillet. Pour la période 1991-2020, la température moyenne annuelle observée sur la station météorologique la plus proche, située sur la commune de Plœuc-L'Hermitage à 9 km à vol d'oiseau, est de 11,1 °C et le cumul annuel moyen de précipitations est de 954,7 mm,. Pour l'avenir, les paramètres climatiques de la commune estimés pour 2050 selon différents scénarios d’émission de gaz à effet de serre sont consultables sur un site dédié publié par Météo-France en novembre 2022.

### Cadre géologique

Carte géologique du Massif armoricain.

Le massif granitique de Plœuc-Moncontour est situé dans le domaine centre armoricain, unité géologique du Massif armoricain qui correspond à un vaste synclinorium s'allongeant sensiblement en direction W-E, depuis la presqu'île de Crozon jusqu'au bassin de Laval. La région est constituée d'un pluton qui fait partie du batholite médio-armoricain, chapelet de massifs granitiques mis en place au cours de l'orogenèse varisque le long du Cisaillement Nord-Armoricain et partiellement déformés par lui. Dans le détail, cette mise en place a pu être contrôlée par des structures préexistantes, en particulier des failles WSW-ENE et des failles transverses NNE-SSW (structuration cadomienne). Ce chapelet comprend le leucogranite de Saint-Renan, les massifs composites de Plounéour-Ménez Huelgoat, Bégard-Plouaret, Quintin, Plœuc-Moncontour et Dinan.
Ce massif granitique tardi-tectonique d'allure elliptique (allongement W-E sur près de 25 km, avec une largeur inférieure à 10 km), est intrusif dans les formations paléozoïques du synclinorium et la terminaison orientale du bassin de Châteaulin-Carhaix. Il est essentiellement constitué par un granite monzonitique, à grain grossier ou porphyroïde (feldspaths potassiques pouvant atteignent plusieurs cm), à biotite (et localement hornblende). « Souvent intensément arénisé en surface et parfois couvert par des limons, il affleure assez mal, contrairement aux autres granites hercyniens régionaux. Il n'a de ce fait donné lieu qu'à très peu d'exploitation en carrières. Il présente cependant un rebord abrupt au Nord de Plœuc, rejeu récent probable d'une ancienne fracture et il est entaillé par les cours d'eau de la région de Moncontour ».
|                                                           |
| Chaos granitique du mont Croquelien, à l'ouest du Gouray. |

|                                                                                      |
| La chapelle Notre-Dame-du-Haut, en Trédaniel, est un exemple d'édifice polylithique. |

| |
| Une dalle de l'allée couverte des Meurtiaux est perforée de trous alignés pour l'emplacement des coins de carriers. |

## Urbanisme

### Typologie
Au 1er janvier 2024, Moncontour est catégorisée bourg rural, selon la nouvelle grille communale de densité à 7 niveaux définie par l'Insee en 2022.
Elle est située hors unité urbaine. Par ailleurs la commune fait partie de l'aire d'attraction de Saint-Brieuc, dont elle est une commune de la couronne,. Cette aire, qui regroupe 51 communes, est catégorisée dans les aires de 200 000 à moins de 700 000 habitants,.

### Occupation des sols
L'occupation des sols de la commune, telle qu'elle ressort de la base de données européenne d’occupation biophysique des sols Corine Land Cover (CLC), est marquée par l'importance des territoires artificialisés (67,8 % en 2018), en augmentation par rapport à 1990 (62,7 %). La répartition détaillée en 2018 est la suivante :
zones urbanisées (67,8 %), forêts (12,7 %), zones agricoles hétérogènes (10,6 %), terres arables (6,8 %), prairies (2,1 %). L'évolution de l’occupation des sols de la commune et de ses infrastructures peut être observée sur les différentes représentations cartographiques du territoire : la carte de Cassini (XVIIIe siècle), la carte d'état-major (1820-1866) et les cartes ou photos aériennes de l'IGN pour la période actuelle (1950 à aujourd'hui).

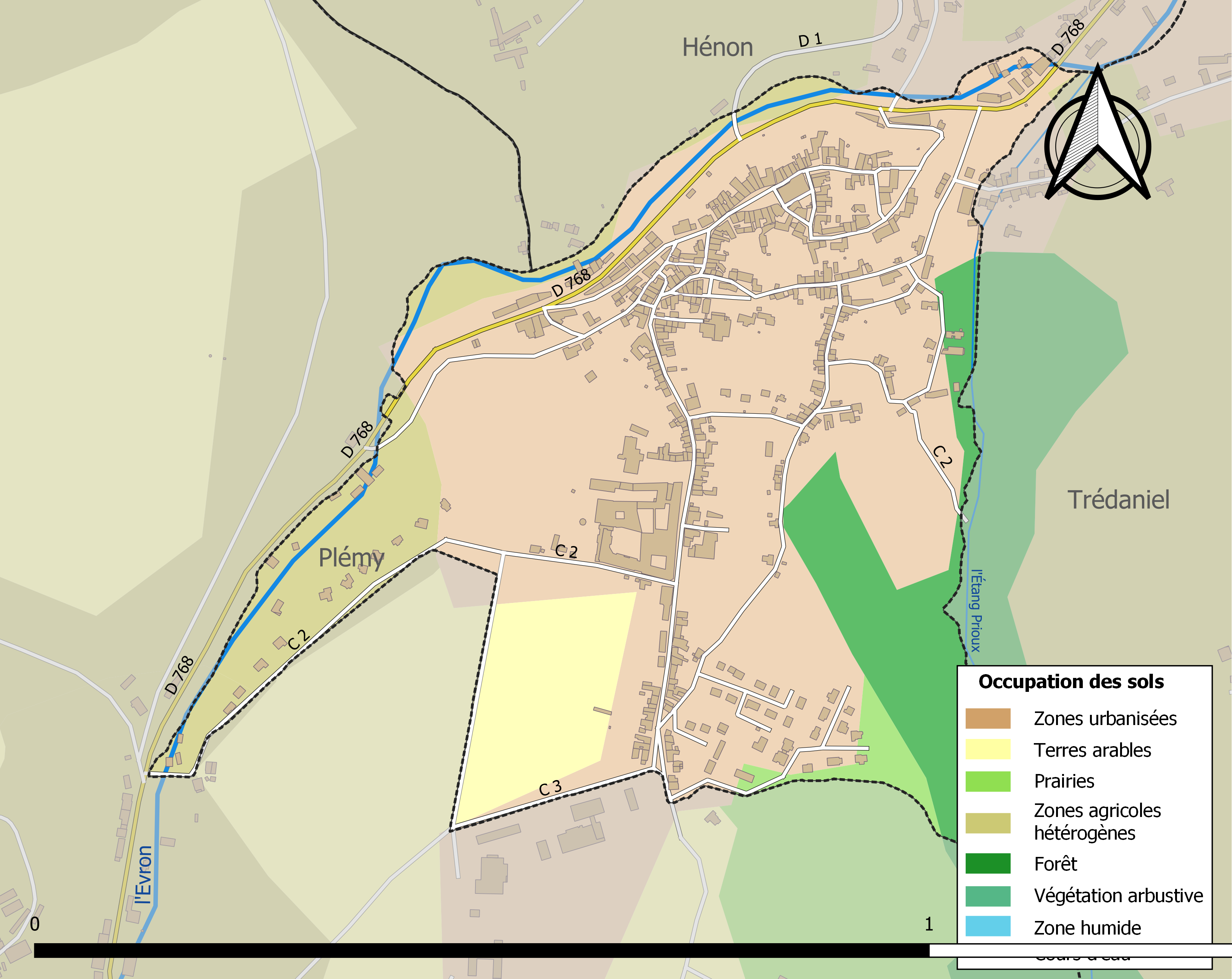
Carte des infrastructures et de l'occupation des sols de la commune en 2018 (CLC).

## Toponymie
Le nom de la localité est attesté sous les formes Moncontor en 1092, Castrum Moncontorium à la fin du XIe siècle, Moncontorio en 1125 et en 1150, Castrum Moncontorium en 1152, Mons Consularis vers 1180, Montem Contoris en 1217, Moncontour en 1256, Mont-Comtour en 1368, Montcontour et Moncontour au début du XIIIe et à partir du XIVe siècle.
Moncontor en 1092 : du mot mont et du vieux français contor, (conte ou son vassal, prévôt).
Montem Contoris en 1217 : de mons (« hauteur ») et conteor (« trésorier d'un seigneur »). Moncontour est une ancienne cité fortifiée située sur une éminence.
Le nom de la localité est attesté en langue bretonne sous les formes Monkontour, et Moncontour. Moncontourr (mɔ̃kɔ̃tuɾ) en gallo.
Moncontour était souvent jusque vers le milieu du XXe siècle dénommé "Moncontour-de-Bretagne" pour différencier la commune de celle de Moncontour (Vienne).

## Histoire

### Préhistoire et Antiquité
Aucun fait connu ne concerne précisément Moncontour à ces époques. Des monuments préhistoriques sont toutefois situés dans les communes avoisinantes. Avant la conquête romaine, la région était habitée par les Coriosolites. Aucune trace d'occupation romaine n'a été prouvée à Moncontour, même si celle-ci est possible, le site ayant toutes les caractéristiques d'un oppidum.

### Moyen Âge etXVIesiècle
Moncontour serait issu du démembrement de la paroisse de Plémy.
Moncontour n'est cité pour la première fois qu'en 1034, faisant partie alors du comté de Penthièvre créé pour le comte Eudon, frère du duc de Bretagne, Alain III. Toutefois il est possible que Mons consularis, cité vers 934 comme une forteresse qui était la propriété de Bérenger, comte de Rennes, soit Moncontour. L'église Saint-Michel, un ancien prieuré bénédictin, est érigée en paroisse en 1121 et donnée à l'abbaye Saint-Melaine de Rennes. Le castrum primitif est restauré en 1137 par Geoffroi Botterel II, seigneur de Quintin, comte de Penthièvre. Moncontour entre dans le domaine ducal en 1410 lors de son acquisition par le duc Jean V de Bretagne. Un plan de Moncontour vers 1400 est disponible sur des sites Internet.
La ville fut une place militaire importante au XIIe siècle, à cette époque Moncontour est une ville fortifiée qui permet aux seigneurs de contrôler les alentours et d'asseoir leur autorité.

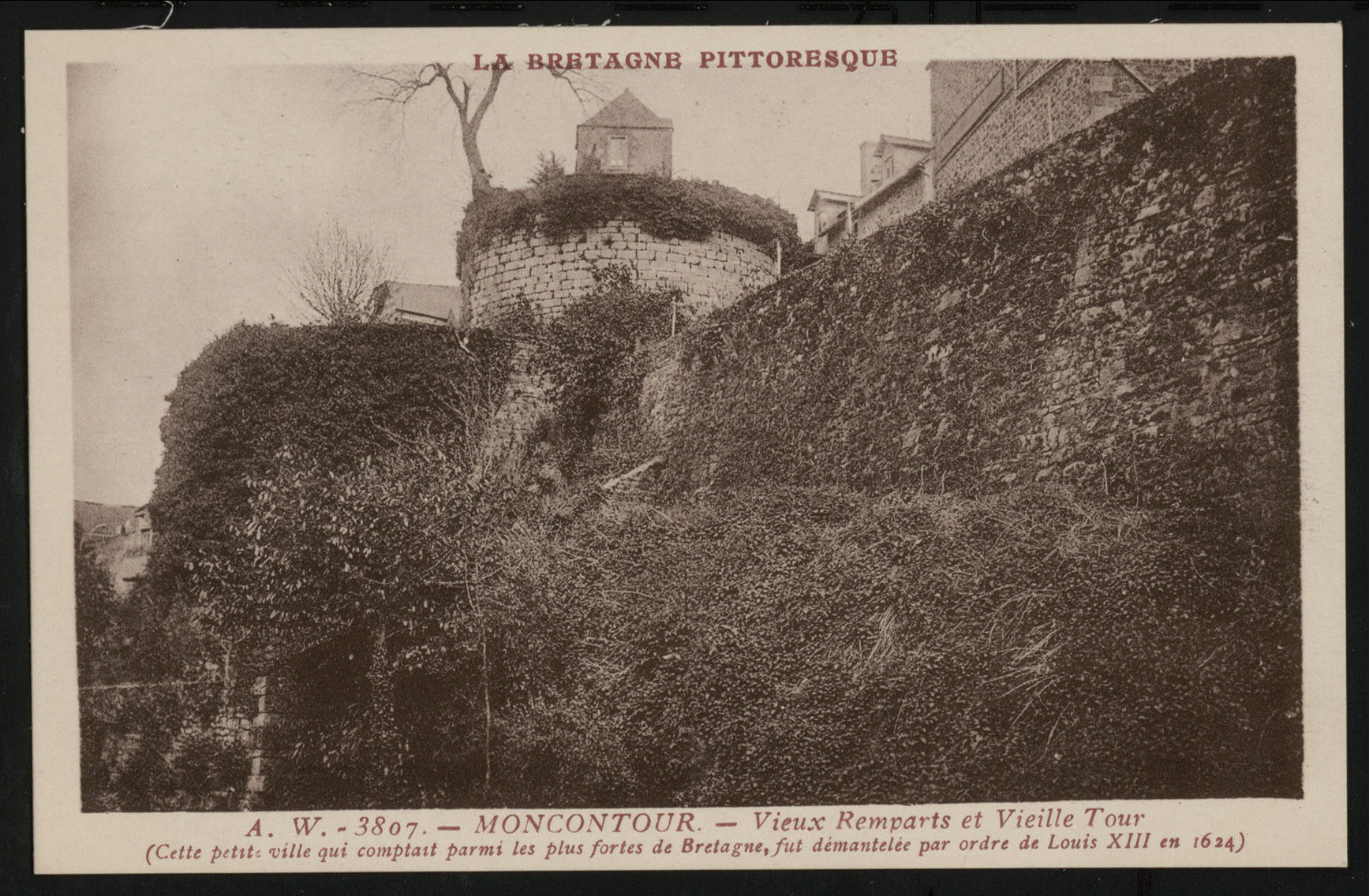
Moncontour : Vieux Remparts et Vieille Tour (carte postale).

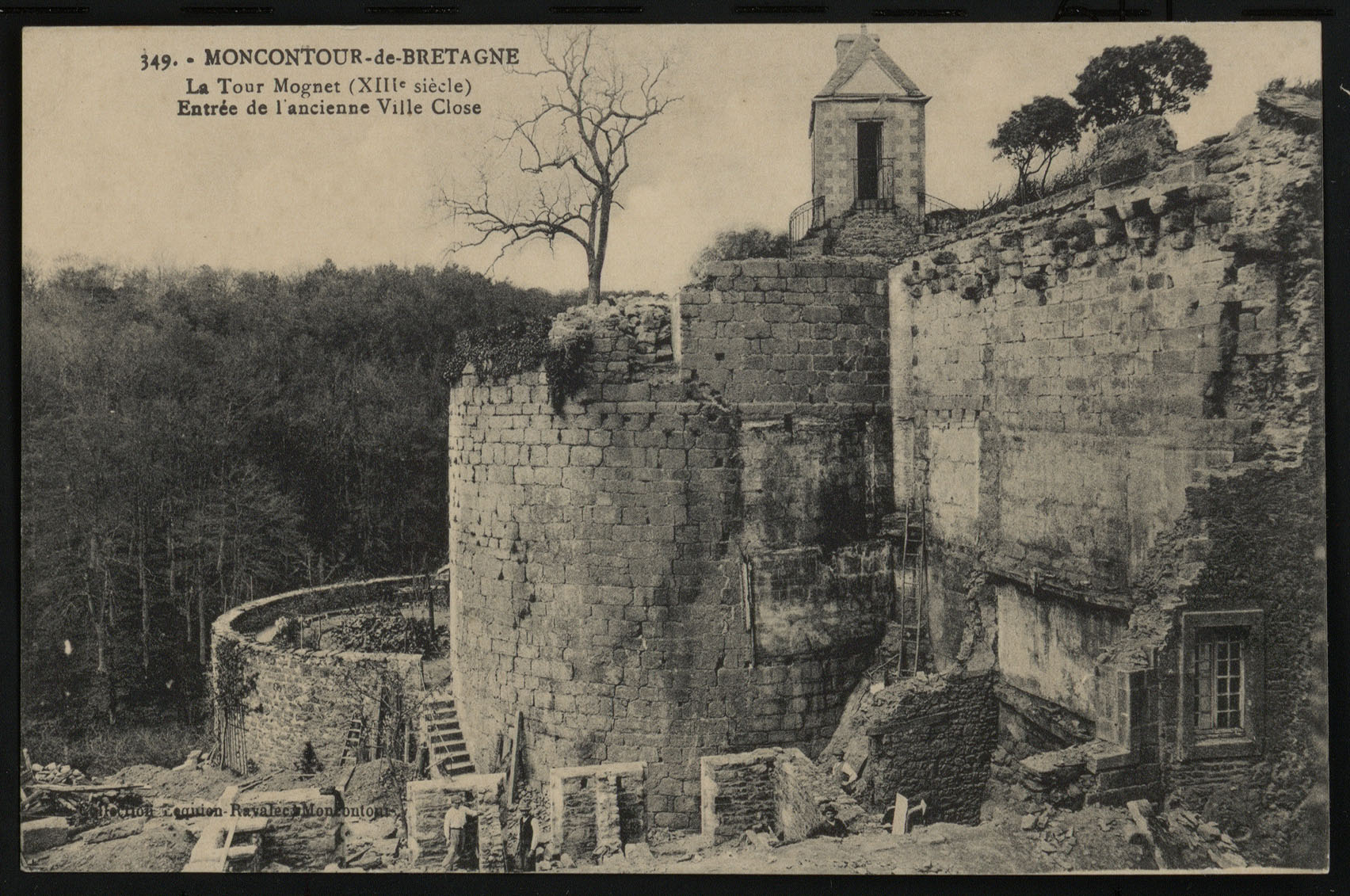
Moncontour : la Tour Mognet (XIIIe siècle), entrée de l'ancienne ville close (carte postale, début XXe siècle).

« Moncontour était autrefois une des principales places fortes de Bretagne ; sa situation au point de rencontre de deux vallées et sur un mamelon escarpé la rendait presque inexpugnable. On y pénétrait par des portes dont on connaît l'emplacement, et son enceinte était, de distance en distance, protégée par des tours [onze tours] (...) ; un donjon complétait ce système de défense qui ne put être entamé par les divers sièges que la place eut à subir, notamment en 1394 (le duc de Bretagne Jean IV assiégea Moncontour qui était aux mains d'Olivier V de Clisson), 1487 (Pierre de Rohan-Gié, qui soutenait le roi Charles VIII, s'empare de Moncontour par surprise, en l'absence de Roland Gouicquet, son gouverneur, qui soutenait le duc de Bretagne François II) et 1590. La paix lui fut plus fatale que la guerre, et Louis XIII ordonna sa démolition en 1624 » a écrit Joachim Gaultier du Mottay. Tout fut détruit, sauf la façade nord de la ville que l'on peut observer en venant de Quessoy, parce qu'elle retenait la terre rajoutée pour construire sur les fondations de l'ancien château, et les douves furent comblées.
À partir de 1558 le calvinisme pénètre la région de Moncontour sous l'influence de membres de la Famille de Rieux, seigneurs d'Assérac. Le siège de 1590 par des Huguenots commandés par le prince de Dombes se déroula dans le cadre des Guerres de la Ligue et le château est pris par les Royaux (partisans d'Henri IV), la garnison était désormais dirigée par le capitaine La Tremblaye ; les Ligueurs reprennent par surprise pour peu de temps le château en 1591, mais en sont rapidement délogés et La Tremblaye reprend le contrôle de la cité.
En 1593 le roi Charles IX confirme aux habitants de Moncontour la permission de tirer au papegault une fois par an. La quintaine était courue à cheval sur la place du Martray, le dimanche de la Pentecôte, se terminait d’une façon singulière : « Audit jour et feste est deub [dû] au seigneur par toutes les filles de joie qui se trouvent en ladite ville de Moncontour, de chacune d’elles, quand elle fait son entrée en ladite ville, soit à la Porte Neuve ou ailleurs, 5 sols, un pot de vin et un chapeau de fleurs ».

### Époque moderne
Moncontour était réputée pour son église, dédiée à saint Mathurin, qui devient l'objet de nombreux pèlerinages à compter du XVIe siècle. Selon une légende (historiquement fausse) saint Mathurin, saint Amator et saint Eutrope auraient été frères et seraient arrivés ensemble à Bréhand-Moncontour ; saint Mathurin serait resté à Moncontour, saint Eutrope à Bréhand et saint Amator serait parti à Lamballe.
À partir du XVIe siècle Moncontour doit sa prospérité au commerce du lin et du chanvre ; parmi ces tissus, une toile grossière faite de lin et de laine et que l'on appelle berlingues ou berlinge, servait à l'habillement des plus humbles. Hôtels particuliers et maisons à pans de bois, demeures cossues des négociants, témoignent encore de nos jours de leur aisance.
L'essor au XVIe siècle des fabricants et marchands de toiles de lin dans la région de Pontivy, Moncontour, Uzel, Quintin permit la construction de nombreuses églises paroissiales dans la région, mais peu sont restées, la plupart ayant été reconstruites au XVIIIe siècle.
Aux XVIIe et XVIIIe siècles, une production textile de toiles dites « Bretagne » se développa dans le quadrilatère Saint-Brieuc - Corlay - Pontivy - Moncontour ; ces toiles étaient exportées en Espagne et dans les colonies espagnoles (elles étaient appelées bretanas, quintines ou pondivi) via Cadix principalement, où des marchands français, notamment Malouins (par exemple les familles Magon, de la Haye, Éon) étaient installés.
En 1673, selon son procureur fiscal, la châtellenie de Moncontour s'étendait sur 20 paroisses (Moncontour, Hénon, Bréhand, Quessoy, Yffiniac, Pommeret, Trégenestre, Plédran, Plœuc, Gausson, Plouguenast, Langast, Plessala, Saint-Gilles, Saint-Jacut, Trédaniel, Trébry, Pluny et deux autres paroisses) et comprenait en tout 74 seigneuries, dont 35 disposaient des droits de haute, moyenne et basse justice, et 39 de ceux de moyenne et basse justice seulement. Une autre statistique datant de 1766 donne des résultats voisins. Six patibulaires existaient en 1673 dans la châtellenie.
À Moncontour en 1773, les cimetières sont pleins et « le sucre cadavérique suintait à travers les murs » du cimetière, placé en hauteur autour de l'église. Dès le 9 janvier 1774, l'achat d'un terrain est envisagé pour résoudre le problème.
Jean-Baptiste Ogée décrit ainsi Moncontour en 1778 :

« Moncontour (...) : à 4 lieues et demie de Saint-Brieuc, son évêché et à 15 lieues trois quarts de Rennes. Cette ville est du reflet du Présidial de Rennes, (...) les appels sont portés directement au Parlement : elle compte 1 800 communiants. (...) Il s'y tient un marché le lundi et cinq foires par an ; les habitants font un commerce considérable de fils, de toiles, de cuirs, et de bestiaux. (...) Moncontour a une Communauté de ville, avec droit de députer aux États, une subdélégation, un Hôpital pour les pauvres sous la conduite des Filles de Saint-Thomas, une maison de retraite pour les hommes ; et trois paroisses, qui sont : Notre-Dame, Saint-Mathurin et Saint-Michel : cette dernière est un prieuré, avec haute, moyenne et basse justice, aux moines de Saint-Melaine de Rennes. »

### Révolution française et Consulat
L'assemblée électorale des paroissiens de Moncontour en vue de la préparation des États généraux de 1789 se réunit le 30 mars 1789 dans l'église Saint-Mathurin sous la présidence de René-Pélage Henry, procureur fiscal de la seigneurie de Moncontour, après avoir refusé les prétentions de De la Grandville Cherdel alors maire, de présider cette assemblée ; 4 députés sont élus (Loncle des Alleux, Ville-Blanche-Glais fils aîné, Olivier Latimier du Clésieux et Pignard) chargés de représenter Moncontour à l'assemblée du tiers-état de la sénéchaussée et rédigent un cahier de doléances. La veille les paroissiens de Saint-Mathurin s'étaient réunis et avaient rédigé leur propre cahier de doléances.
La commune de Moncontour est créée en 1790 par la réunion des deux paroisses de Saint-Michel et de Notre-Dame. En 1792 le territoire de la commune est légèrement agrandi par l'annexion des faubourgs du Bourgneuf et d'Arondel qui appartenaient aux communes de Hénon, Trédaniel et Plémy.
Le 23 mars 1793 Boishardy, ancien officier du régiment de Royal-Marine, commence à enrôler des jeunes gens et des paysans dans le cimetière de Bréhand et dans la lande de Meslin et commence des coups de main, préfiguration de la révolte chouanne. Il commanda par la suite la Division de Lamballe et Moncontour de l'Armée catholique et royale des Côtes-du-Nord.
En août 1793 Olivier Latimier du Clésieux, membre d'une famille de marchands de toile enrichie depuis le XVIe siècle, patriote modéré faisant partie de la bourgeoisie locale, dérouta la Garde nationale qui en 1793, voulut arrêter des députés girondins en fuite (dont Pétion, Barbaroux, etc..) qui traversaient Moncontour un jour de marché en direction du Finistère pour échapper aux Montagnards pendant la Terreur.
Tous les districts environnant Moncontour sont infestés de chouans ; « toutes les routes et communications sont interceptées en quasi-totalité (...) ; cette chouannerie n'existait point dans ces cantons avant la sortie de quelques nobles et la rentrée des prêtres déportés » écrit le 25 août 1795 un journal pro-révolutionnaire.
Marie Posnic de la Bédinière, épouse d'Olivier Latimier du Clésieux, donna asile à des chouans blessés et organisa des rencontres entre des chefs chouans (Boishardy, Chantereau, Cormartin) et des chefs de l'armée révolutionnaire (Hoche, Humbert), préliminaires du futur traité de la Mabilais.
Le 13 septembre 1801 des chouans arrêtèrent au lieu-dit Poilpot (entre Loudéac et Moncontour) Jean-Baptiste Veillet Dufrêche (marchand enrichi dans le commerce des toiles, notamment à Cadix, puis important acquéreur de biens nationaux), le torturèrent dans différents endroits pendant quinze jours tout en réclamant une rançon à la famille et finirent par l'assassiner et fire traîner son corps par un cheval jusqu'au cimetière de Plaintel. Les chouans responsables de ces actes, y compris leur chef, René Duros, finirent par être arrêtés et l'un d'eux, Le Breton, dit "le crâne", mit en cause la "Demoiselle de Moncontour" qui aurait fait livrer des messages à Duros.
Marie-Anne Le Loutre, surnommée la "Demoiselle de Moncontour", de connivence avec les Chouans, servait en effet de messagère entre ceux-ci et les Princes et royalistes exilés en Angleterre ou à Jersey et elke secourait les prisonniers dans leurs cachots. L'émoi fut grand quand elle fut arrêtée début novembre 1801. Lors de son procès, sa servante, Julienne Touhier, prit l'entière responsabilité des actes commis, si bien que la demoiselle de Moncontour fut acquittée et sa servante emprisonnée jusqu'à la Restauration ; elle fut alors graciée par le roi Louis XVIII.
Les guerres de la Révolution et de l'Empire portèrent un coup fatal au commerce des toiles et des cuirs, qui était florissant sous l'Ancien Régime.

### LeXIXesiècle
En 1828 la chapelle Saint-Michel est construite à l'emplacement de l'ancienne église du même nom.

#### Moncontour vers le milieu duXIXesiècle

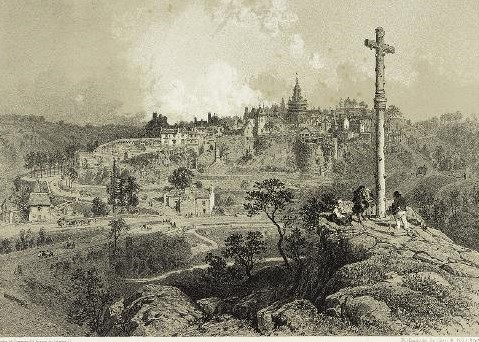
Félix Benoist : estampe représentant Moncontour vers 1846 (publiée dans La Bretagne contemporaine).

A. Marteville et P. Varin, continuateurs d'Ogée décrivent ainsi Moncontour en 1853 :

« Moncontour : ville ; commune forme de l'ancienne paroisse de ce nom ; aujourd'hui cure de 2e classe ; bureau d'enregistrement ; chef-lieu de perception ; bureau de poste ; relai. (...) Superficie totale : 48 hectares 16 ares 25 centiares dont (...) terres labourables 3 ha, prés et pâturages 12 ha, vergers et jardins 18 ha, incultes 3 ha (...). Moulins : 5 (4 à Saint-Michel ; moulin Launay, à eau). Il y a à Moncontour deux églises : l'une est dédiée à saint Mathurin, l'autre à saint Michel ; en outre un hôpital qui remplace l'ancienne maladrerie (...) qui existait jadis en cette ville. (...) On se rend à Moncontour de fort loin pour invoquer saint Mathurin contre la folie. (...). Il y a foire le premier lundi de mai, le deuxième de juin, le troisième de juillet, le troisième de septembre, le deuxième d'octobre, le premier de novembre et le premier de décembre. marché le lundi. (...) Géologie : constitution granitique. On parle le français [en fait le gallo]. »

Le 17 août 1858 Napoléon III et l'Impératrice, venant de Napoléonville et se dirigeant vers Saint-Brieuc, passèrent par Moncontour où un arc de triomphe avait été dressé ; le curé prononça un discours à l'adresse du souverain près de l'ancien château en présence de toutes les autorités de la région, disant notamment : « Notre vile, Sire, célèbre au temps de ses ducs et de ses chevaliers, ne conserve plus que quelques vestiges de sa puissance guerrière, mais elle est restée fidèle à sa vieille devise : Son Dieu, Son Souverain, et, comme elle, le pays, sous l'influence de la religion, a résisté aux passions mauvaises ».
Joachim Gaultier du Mottay écrit en 1862 que « la chute de la fabrication et du commerce des toiles a grandement affecté cette ville. Elle possède maintenant une belle amidonnerie, fondée par M. Veillet; cinq tanneries, constamment occupées ; quatre moulins à blé, un à tan et un à fouler. Un certain nombre de particuliers se livrent à la fabrication des cordes, elles sont très recherchées ». Il écrit aussi que l'hospice civil, tenu par les Dames de Saint-Thomas et situé sur un point culminant, est bien agencé et situé au milieu d'un vaste enclos.
Constant Droguet, vivant encore en 1906 à Moncontour, participa notamment aux batailles de Magenta et Montebello, puis à la Guerre de Crimée (bataille de Solférino) et ensuite aux combats de Buzenval et Champigny pendant la Guerre de 1870.
Sept hommes de Moncontour, mobilisés dans le bataillon de mobiles des Côtes-du-Nord et envoyés au camp de Conlie, sont morts pendant la Guerre de 1870.

#### Le pardon de Saint-Mathurin
La dévotion traditionnelle à saint Mathurin est due à la présence de reliques du saint, venues de Larchant à une date indéterminée. Pendant la Révolution française ces reliques furent cachées à Plessala.

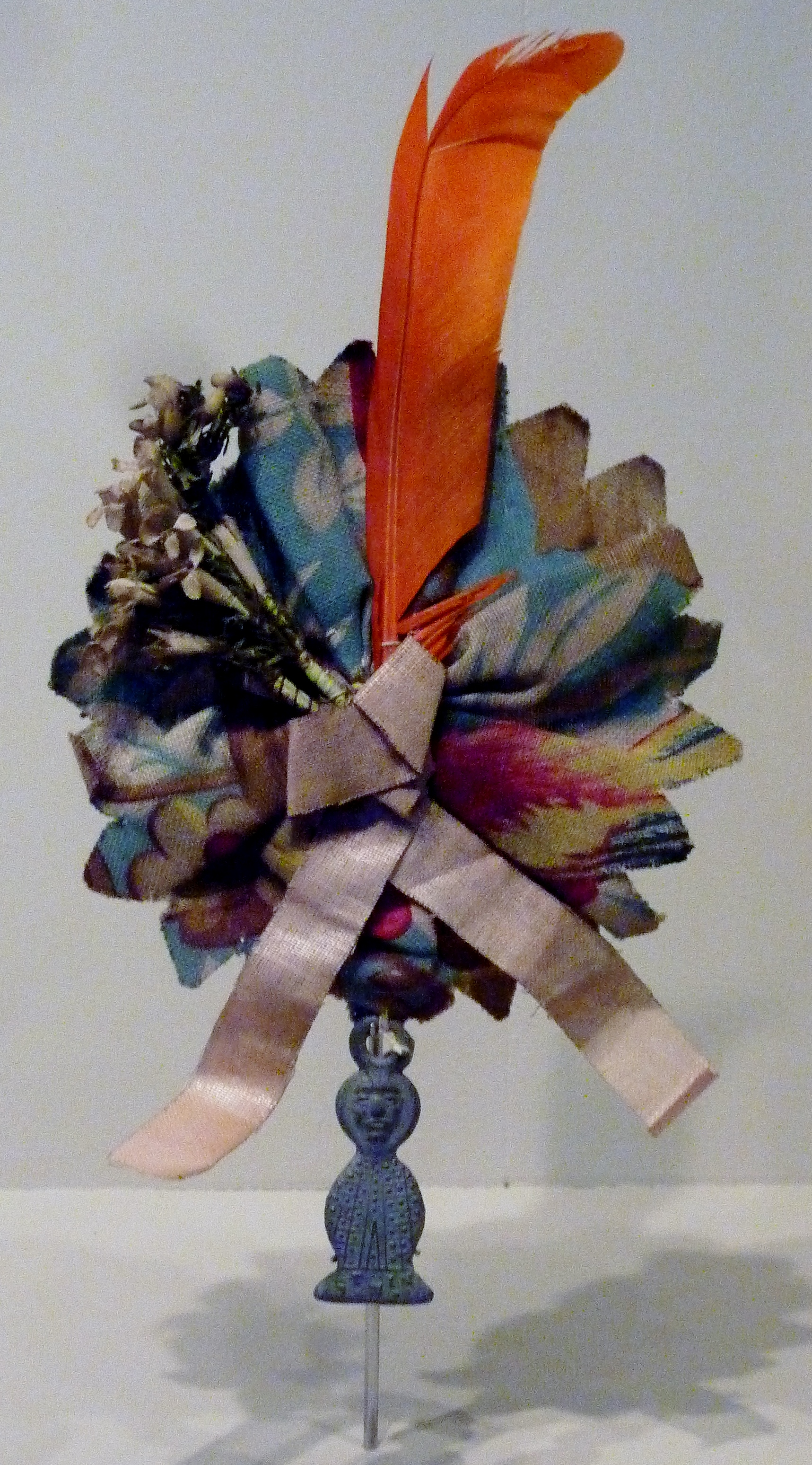
Plomb de pèlerinage de saint Mathurin datant de la fin du XIXe siècle. Ces plombs de pèlerinage étaient distribués lors de la fête du pardon du saint.

« Tous les ans, à la Pentecôte, en mémoire de la translation de ses reliques, la fête, commencée la veille par une retraite aux flambeaux et un feu de joie, donne lieu à la vénération de son chef, que l'on fait toucher aux animaux pour les protéger. On passe ensuite aux réjouissances profanes et aux danses sur l'esplanade du château des Granges, situé à proximité de la vieille cité ».

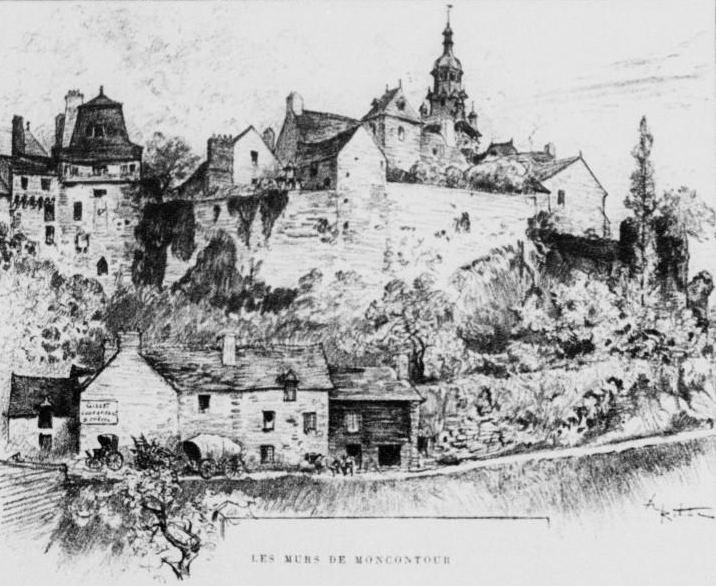
Moncontour vers 1900 (lithographie d'Albert Robida)

Émile Hamonic a raconté de manière détaillée le pardon de Saint-Mathurin, lequel durait six jours, dans la Revue des traditions populaires en 1888.

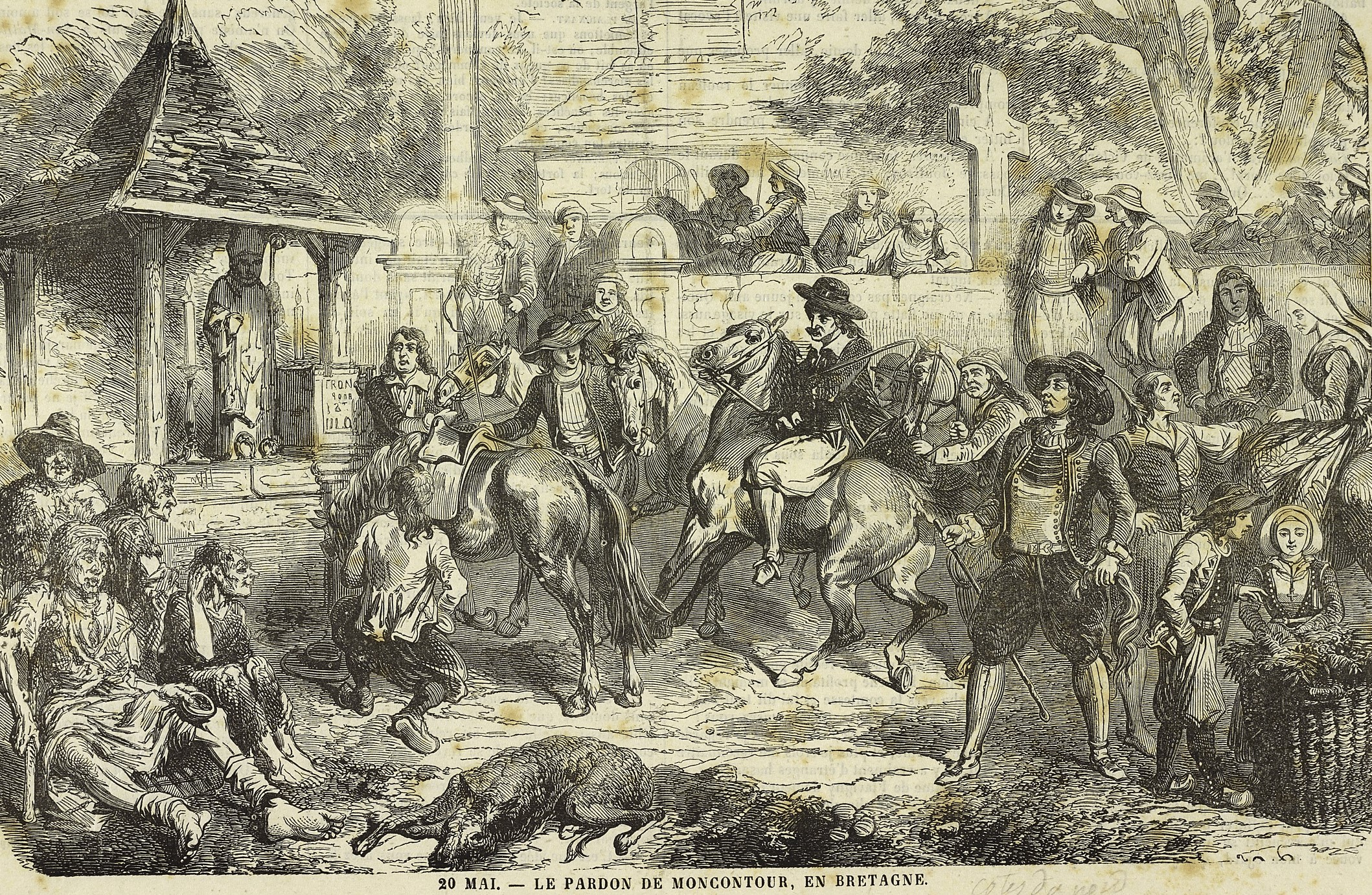
Le pardon de Moncontour en 1877 (estampe de Jules Worms représentant des pèlerins à cheval venant saluer le saint protecteur).
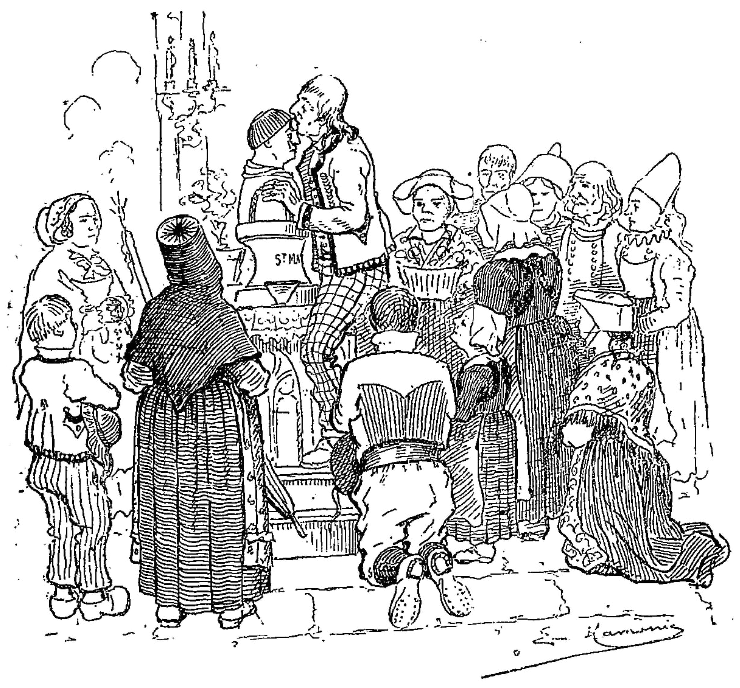
Dessin d'Émile Hamonic représentant le pardon de Saint-Mathurin à Moncontour (Revue des traditions populaires, 1888).
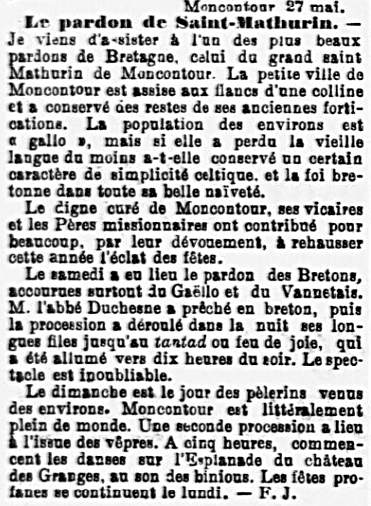
Moncontour : le pardon de Saint-Mathurin en 1901 (journal L'Ouest-Éclair).

### LeXXesiècle

#### La Belle Époque

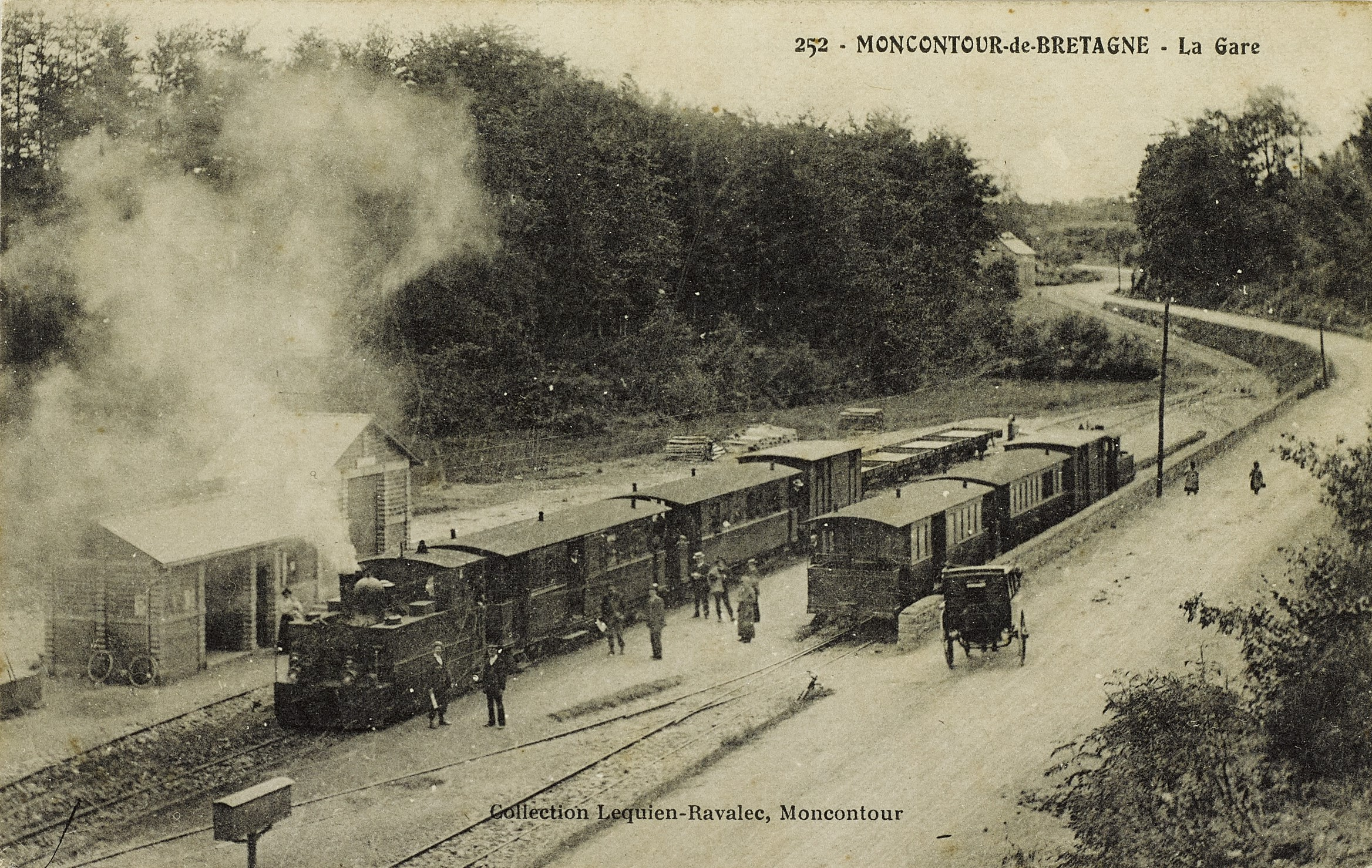
La gare de Moncontour vers 1910 (carte postale Lequien-Ravalec).

Le réseau téléphonique desservant Moncontour est mis en service le 10 août 1902.
Selon un article publié en 1904 dans le journal L'Ouest-Éclair la salubrité à Moncontour laissait alors beaucoup à désirer : « Actuellement Moncontour, tout le monde en convient, n'a rien à envier à un village de nègres [sic] des bords du Niger où tout le monde vit au milieu de débris d'immondices et de miasmes de toutes sortes, sans qu'il soit fait le moindre effort pour les faire disparaître ou les transporter plus loin ».
La ligne à voie métrique des Chemins de fer des Côtes-du-Nord allant de Saint-Brieuc à Moncontour a été ouverte le 1er mai 1905 et fermée aux voyageurs le 1er avril 1937. Longue de 25,6 km, elle a été déclassée le 27 avril 1939.

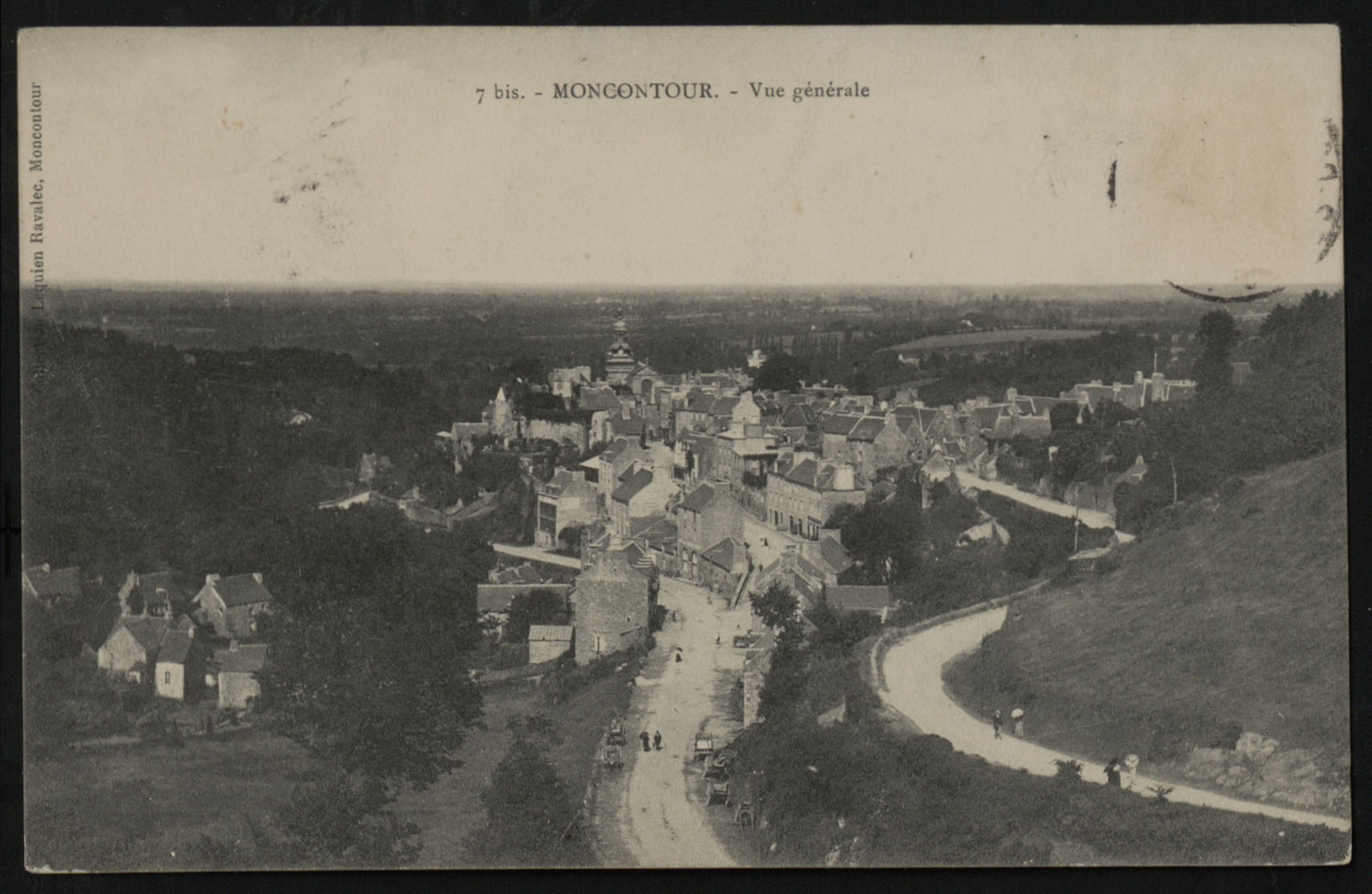
Moncontour : vue générale (carte postale Lequien-Ravalec, vers 1905).
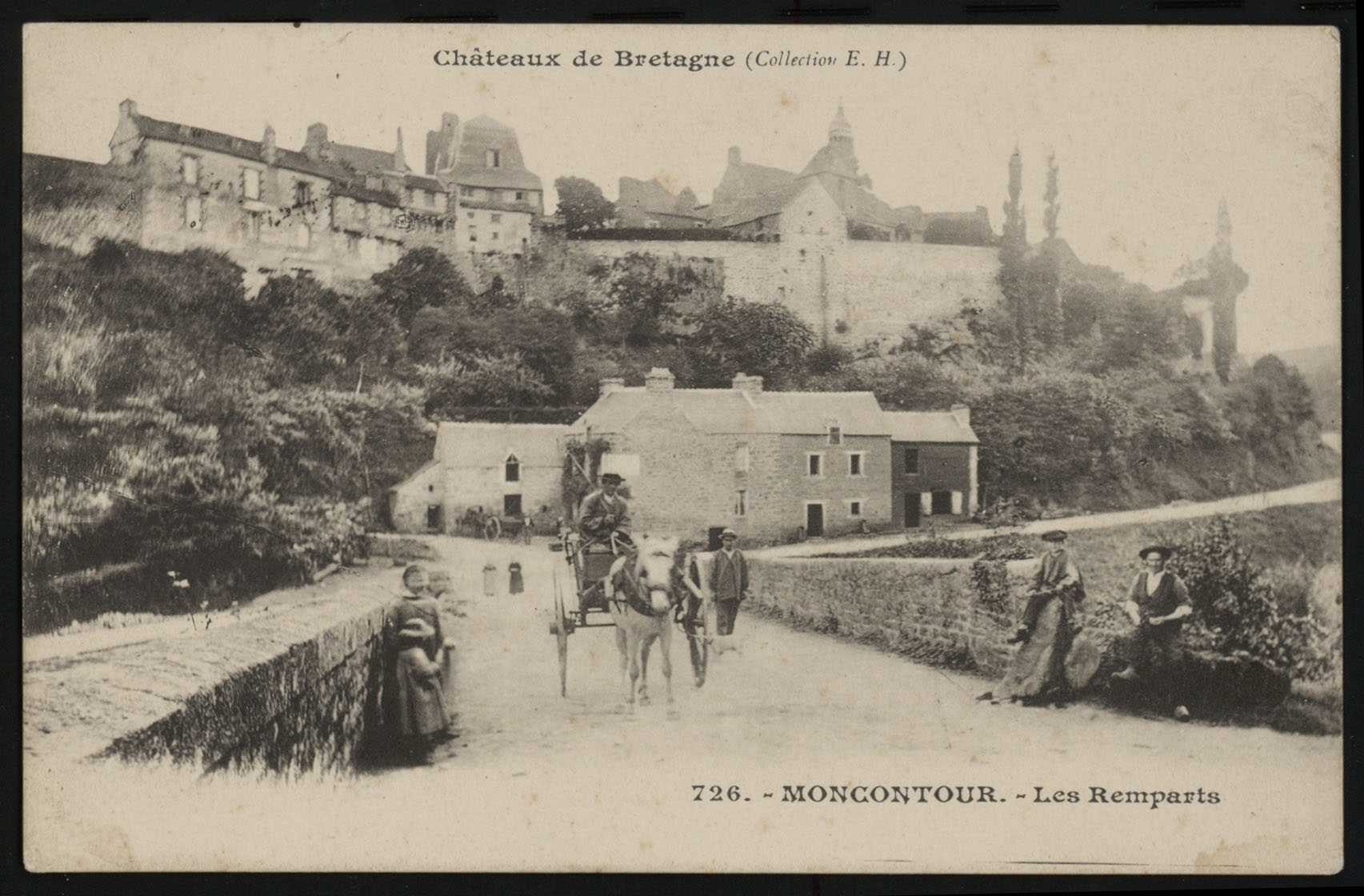
Moncontour : les remparts (carte postale Émile Hamonic, vers 1905).
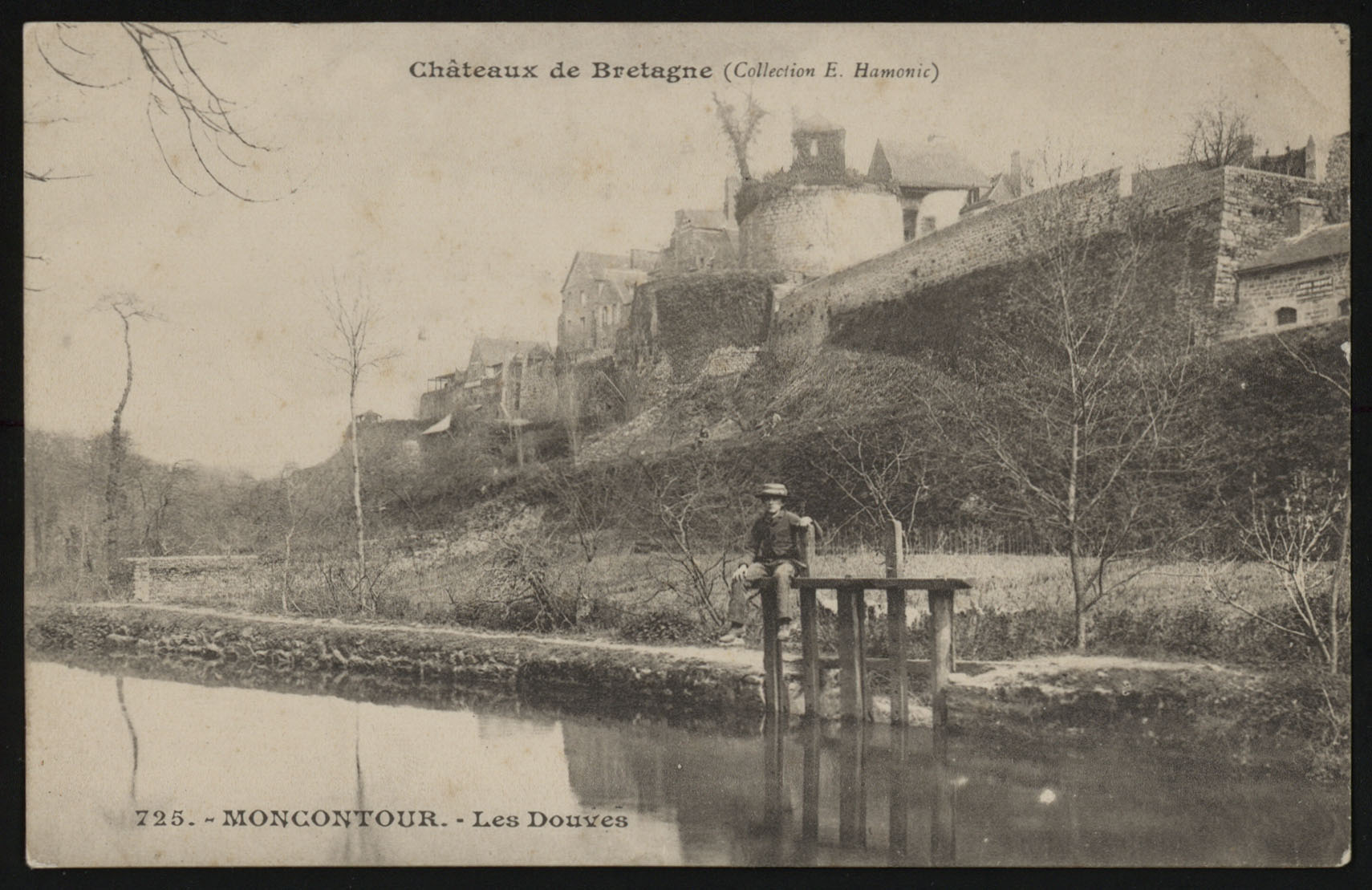
Moncontour : les douves (carte postale Émile Hamonic, vers 1905).
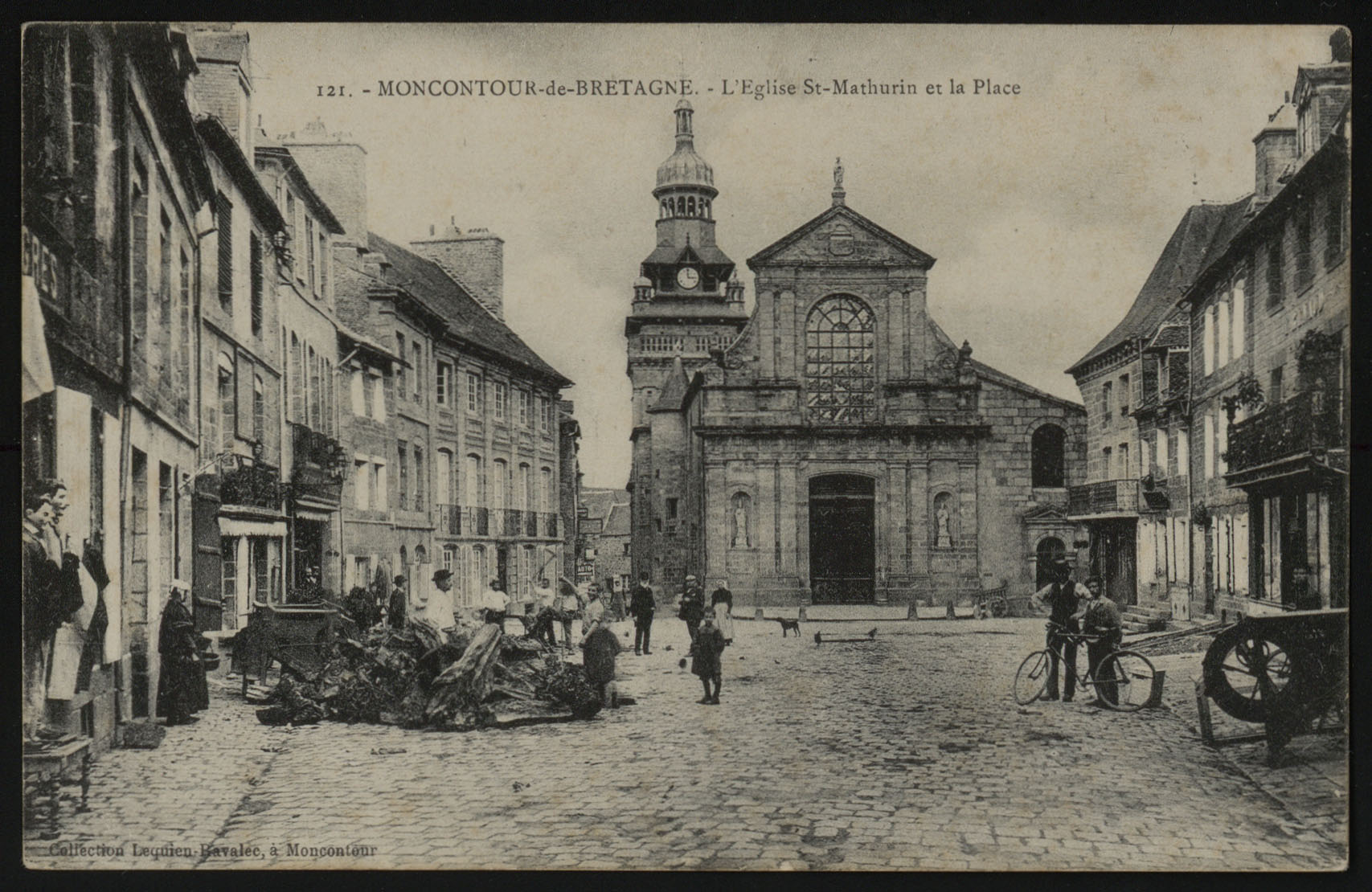
L'Église Saint-Mathurin et la Place vers 1905 (carte postale Lequien-Ravalec).
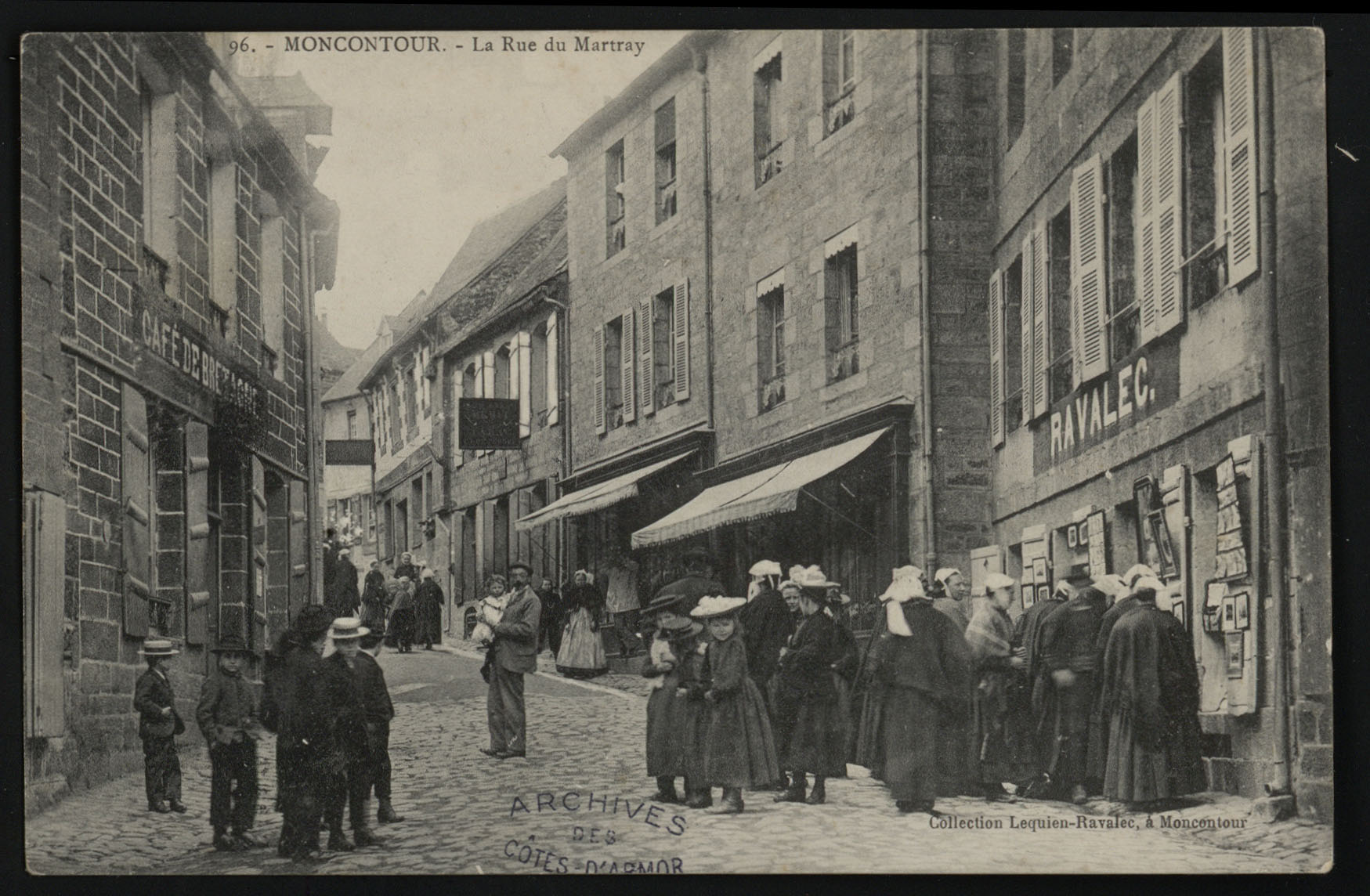
Moncontour : la rue du Martray vers 1905 (carte postale Lequien-Ravalec).
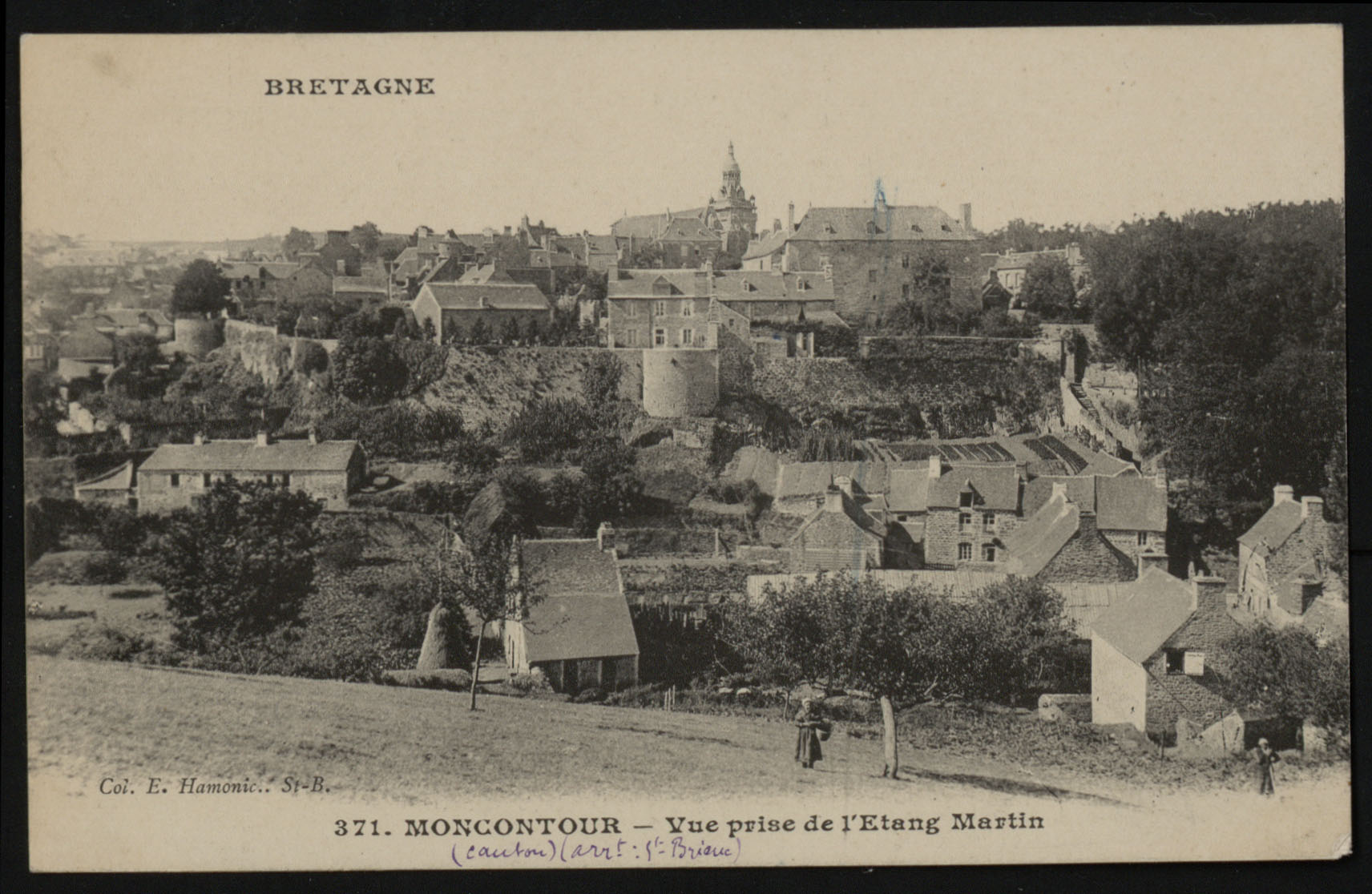
Moncontour : vue prise de l'Étang Martin (carte postale Émile Hamonic, vers 1910.

.

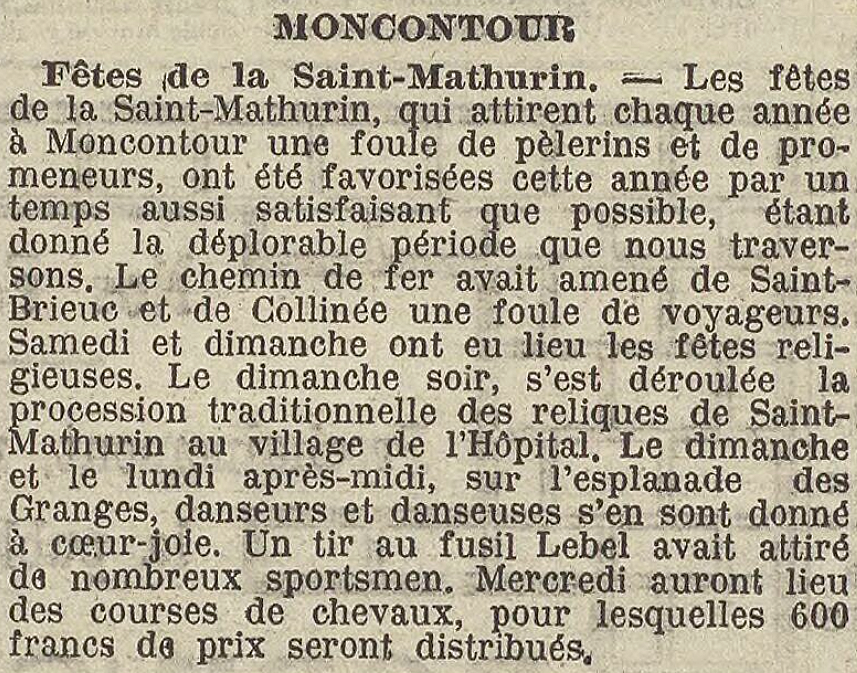
Moncontour : les fêtes de la Saint-Mathurin en mai 1913 (Journal La Dépêche de Brest et de l'Ouest)

Une tentative d'inventaire des biens d'église échoua à Moncontour début mars 1906 en raison de l'opposition des paroissiens.
Deux décrets publiés au Journal Officiel en décembre 1911 attribue les biens ayant appartenu à la fabrique de l'église, actuellement placés sous séquestre, faute de bureau de bienfaisance, pour partie à la commune de Moncontour et pour partie à l'hospice de cette commune
Les fêtes de Saint-Mathurin de 1913 attirèrent à Moncontour « une foule de pèlerins et de promeneurs ».

#### La Première Guerre mondiale
La plaque commémorative située dans l'église paroissiale porte les noms de 50 soldats morts pour la Patrie pendant la Première Guerre mondiale ; parmi eux 2 sont morts en Belgique (Alexandre Rio dès novembre 1914 et Toussaint Collet en 1916) ; 2 sont morts dans l'actuelle Macédoine du Nord (Henri Allain-Launay en 1916 et Joseph Cauret en 1917) et 1 en Grèce (Pierre Desanneaux en 1916) ; la plupart des autres sont morts sur le sol français (parmi eux, Charles Rio, canonnier, mort des suites de ses blessures le 12 juin 1915 à Anzin-Saint-Aubin (Pas-de-Calais), décoré de la Médaille militaire et de la Croix de guerre).
Une chronique de Moncontour pendant la Première Guerre mondiale a été écrite par un instituteur, Bouriau, et est consultable sur Internet. L'auteur évoque la mobilisation en 1814, les réquisitions (notamment de chevaux, la création d'une garde civique composée de 16 membres et dirigée par le pharmacien Chambrun, le remplacement du maire, mobilisé pendant toute la guerre, par son adjoint, Bedel, la hausse des prix et la misère,une ville privée de médecin, etc..).

#### L'Entre-deux-guerres
Des courses de chevaux étaient organisées sur l'hippodrome de Moncontour, par exemple en 1926 et 1928.
Un établissement des Sœurs de Saint-Thomas de Villeneuve exerçait des actions de bienfaisance à Moncontour vers 1938. Elles sont installées à Moncontour depuis le 26 février 1661.

#### La Seconde Guerre mondiale
Félix Veillet-Deslandelles, chef de la Résistance locale (F.F.I., Réseau O.R. 14, Maquis des Salles), fut fusillé le 14 juillet 1944 à L'Hermitage-Lorge après avoir été torturé ; il a été décoré de la Croix de guerre.
Le 3 août 1944 des résistants FFI tendent une embuscade au cours de laquelle trois parachutistes furent tués et plusieurs autres blessés. En représailles douze civils furent froidement assassinés par les Allemands à la limite des communes de Moncontour, Trédaniel et Hénon, dont dix hommes et deux femmes et parmi eux deux adolescents. Furieux, les Allemands se livrèrent à de multiples exactions, menaçant de tuer tout le monde et de mettre le feu à la ville de Moncontour. À la Belle-Etoile, ils abattirent le jeune Joseph Boscher, âgé de 18 ans, et prirent en otage 6 personnes : Eugène Reslou, François Tardivel, Pierre Haffray, Isidore Morin, Pierre Calvez et Roger Dieulesaint, âgé de seulement 17 ans, et les abattirent d'une balle dans la nuque, après les avoir faut courir, le long de la rivière l'Égron (seul Pierre Calvez survécut). Les Allemands assassinèrent aussi trois membres de la famille Rio (Joseph Rio, son épouse Louise Thépault et leur fils Roger Rio), ainsi que Jeanne Garnier (épouse Berthelot), Mathurin Rebours et son commis Henri Hervé. Les Allemands finirent par partir en emmenant avec eux une trentaine d'otages pour se protéger des attaques des FFI et les otages furent libérés à Plémy le 6 août 1944, les Allemands étant arrêtés un peu plus loin à Saint-Lubin en Plémet. Le 5 août 1944 les résistants FFI occupent Moncontour que les troupes allemandes viennent de quitter.Le monument de la Vallée en Moncontour commémore les victimes.

## Vie municipale
| Période                                  | Période       | Identité                           | Étiquette | Qualité |
| ---------------------------------------- | ------------- | ---------------------------------- | --------- | --- |
| 1790                                     | 1794          | René-Charles Loncle des Aleux      |           | Juge au tribunal de Loudéac. Administrateur des Côtes-du-Nord. Député des Côtes-du-Nord à la Convention nationale.         |
| 1795                                     |               | Jacques-René Monjaret-Kerjégu      |           | Avocat au Parlement de Bretagne et député aux États de Bretagne (sous l'Ancien Régime). Président du canton de Moncontour. |
|                                          | 1801          | Jean-Baptiste Veillet-Dufrêche     |           | Négociant. Fils de Jean-Marie Veillet, sieur de la Fresche, négociant de toile fine.                                       |
| 1801                                     | 1815          | Yves Lavergne                      |           | Propriétaire. Négociant.                                                                                                   |
| 1815                                     | 1829          | François Félix Monjaret de Kerjégu |           | Marchand de toiles à Moncontour. Député du Finistère (1824-1830). Fils de Jacques-René Monjaret-Kerjégu.                   |
| 1829                                     | 1830          | Jean-François Doré-Gaubichaye      |           | Notaire royal. |
| 1831                                     | 1848          | Jean-Baptiste Veillet-Dufrêche     |           | Négociant. Maître de forges. Conseiller général. Fils de Jean-Baptiste Veillet-Dufrêche, maire avant 1803.                 |
| 1848                                     | 1852          | Ange Lavergne                      |           | Propriétaire. Capitaine au 13e régiment d'infanterie de ligne. Fils d'Yves Lavergne, maire entre 1801 et 1815.             |
| 1852                                     | 1860          | Louis Charles Mary                 |           | Notaire. |
| 1860                                     | 1872          | Maurice Guérin-Villeaubreil        |           | Notaire. |
| 1872                                     | 1879          | Pierre-Marie Piriou                |           | Receveur des Contributions Indirectes                                                                                      |
| 1880                                     | 1882          | Olivier Mahé                       |           | Notaire. |
| 1882                                     | 1905          | Victor Veillet-Dufrêche            |           | Fils de Jean-Baptiste Veillet-Dufrêche, maire avant 1874.                                                                  |
| 1905                                     | 1919          | Jean Veillet-Dufrêche              |           | Ingénieur des Arts et Manufactures. Fils de Victor Veillet-Dufrêche, maire précédent. Conseiller général.                  |
| 1919                                     | 1941          | Olivier Sagory                     |           | Médecin. Croix de guerre et Légion d'Honneur pour acte de bravoure au cours de la Première Guerre Mondiale.                |
| 1945                                     | 1953          | Henri Le Long                      | SFIO      | |
| 1953                                     | 1989          | Gilbert de La Brosse               |           | A effectué 6 mandats consécutifs de maire. Président fondateur du réseau des « Petites cités de caractère ».               |
| mars 1989                                | avril 2014    | Jean-Jacques Bizien                | PS        | Médecin; Conseiller général (1979-2015)                                                                                    |
| avril 2014                               | décembre 2015 | Didier Coldefy                     | SE        | Architecte. Démissionne en décembre 2015 en raison de mésententes au sein du conseil municipal.                            |
| février 2016                             | 26 mai 2020   | André Fourchon                     |           | Ingénieur BTP. Ne s'est pas représenté en 2020.                                                                            |
| 26 mai 2020                              | En cours      | Anne-Gaud Millorit                 |           | Commerçante. |
| Les données manquantes sont à compléter. |               |                                    |           | |

## Démographie
L'évolution du nombre d'habitants est connue à travers les recensements de la population effectués dans la commune depuis 1793. Pour les communes de moins de 10 000 habitants, une enquête de recensement portant sur toute la population est réalisée tous les cinq ans, les populations de référence des années intermédiaires étant quant à elles estimées par interpolation ou extrapolation. Pour la commune, le premier recensement exhaustif entrant dans le cadre du nouveau dispositif a été réalisé en 2005.

En 2022, la commune comptait 742 habitants, en évolution de −14,52 % par rapport à 2016 (Côtes-d'Armor : +1,78 %, France hors Mayotte : +2,11 %).
| 1793  | 1800  | 1806  | 1821  | 1831  | 1836  | 1841  | 1846  | 1851  |
| ----- | ----- | ----- | ----- | ----- | ----- | ----- | ----- | ----- |
| 2 086 | 1 720 | 1 688 | 1 551 | 1 670 | 1 704 | 1 678 | 1 669 | 1 601 |

| 1856  | 1861  | 1866  | 1872  | 1876  | 1881  | 1886  | 1891  | 1896  |
| ----- | ----- | ----- | ----- | ----- | ----- | ----- | ----- | ----- |
| 1 438 | 1 432 | 1 387 | 1 328 | 1 297 | 1 378 | 1 359 | 1 308 | 1 290 |

| 1901  | 1906  | 1911  | 1921 | 1926 | 1931 | 1936 | 1946 | 1954  |
| ----- | ----- | ----- | ---- | ---- | ---- | ---- | ---- | ----- |
| 1 245 | 1 300 | 1 238 | 950  | 929  | 902  | 906  | 908  | 1 022 |

| 1962  | 1968  | 1975  | 1982  | 1990 | 1999 | 2005 | 2006 | 2010 |
| ----- | ----- | ----- | ----- | ---- | ---- | ---- | ---- | ---- |
| 1 233 | 1 187 | 1 149 | 1 014 | 901  | 865  | 918  | 935  | 940  |

| 2015 | 2020 | 2022 | - | - | - | - | - | - |
| ---- | ---- | ---- | - | - | - | - | - | - |
| 865  | 752  | 742  | - | - | - | - | - | - |

## Lieux et monuments
La commune compte neuf monuments historiques :
- L'église Saint-Mathurin, dite aussi "église Notre-Dame et Saint-Mathurin", classée monument historique en 1889[83]. L'église datait initialement du XVe – XVIe siècle, mais a été reconstruite au XVIIIe siècle et restaurée entre 1890 et 1902. Elle s'appelait initialement "église Notre-Dame", mais prit le nom d'"église Notre-Dame et Saint-Mathurin" en 1546. Son clocher à deux étages coiffés d'un beffroi est surmonté d'un dôme et flanqué de clochetons à ses quatre angles. Plusieurs de ses verrières sont classées et datent du XVIe siècle (Vie de sainte Barbe, Légende de saint Yves, Arbre de Jessé)[84]. La verrière du Pardon de la Saint-Mathurin date du XIXe siècle.

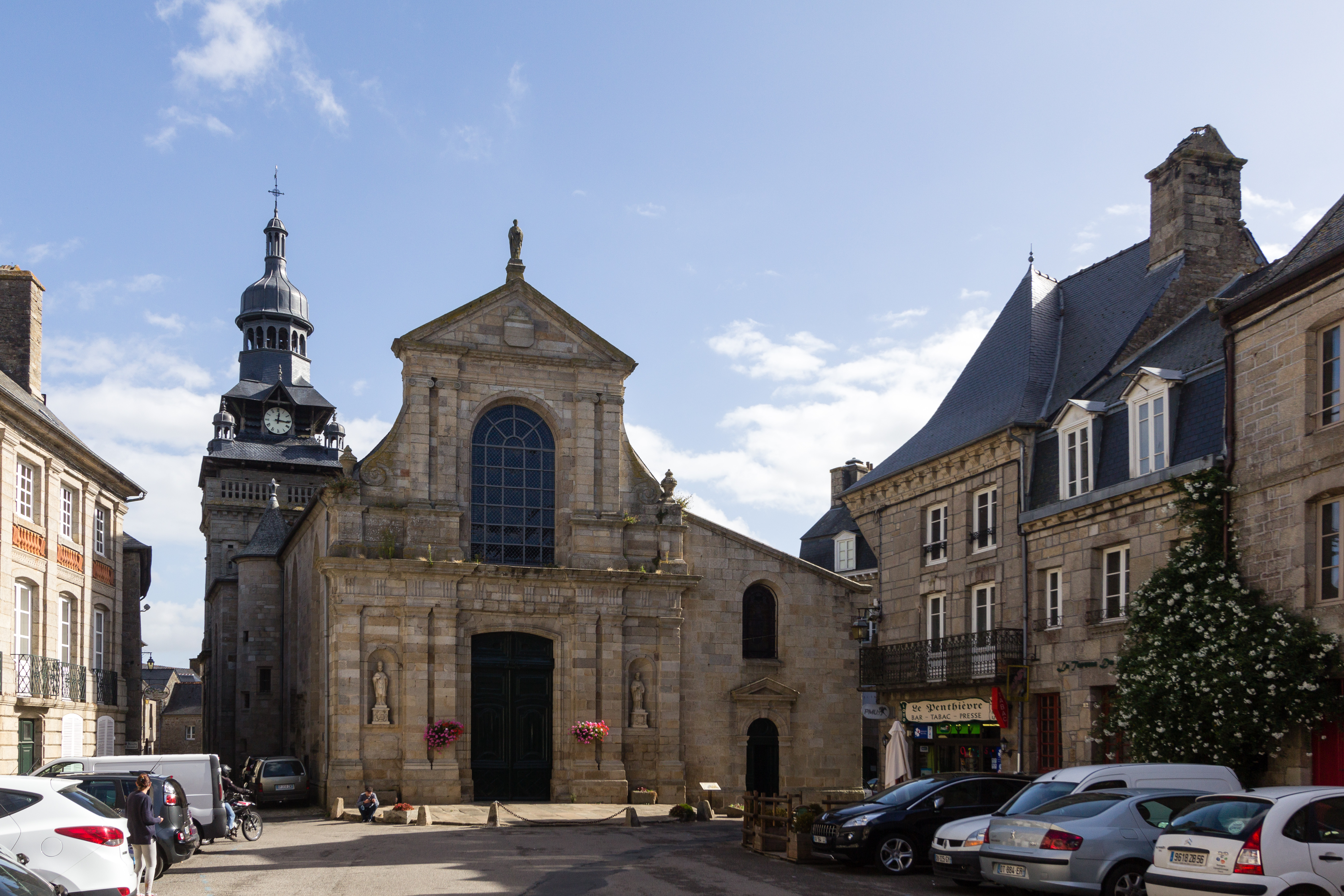
Église Saint-Mathurin : vue d'ensemble.
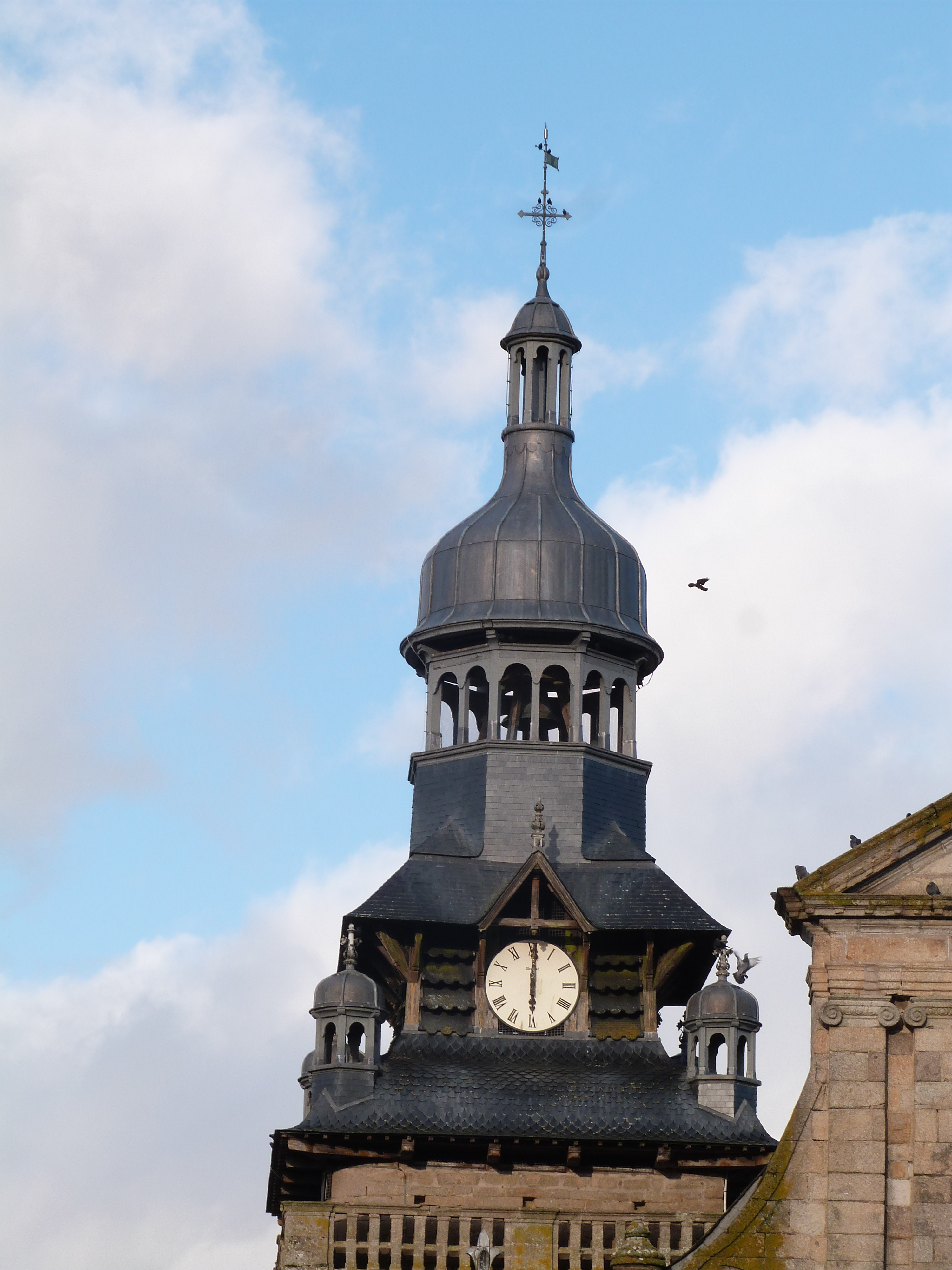
Le clocher de l'église Saint-Mathurin.
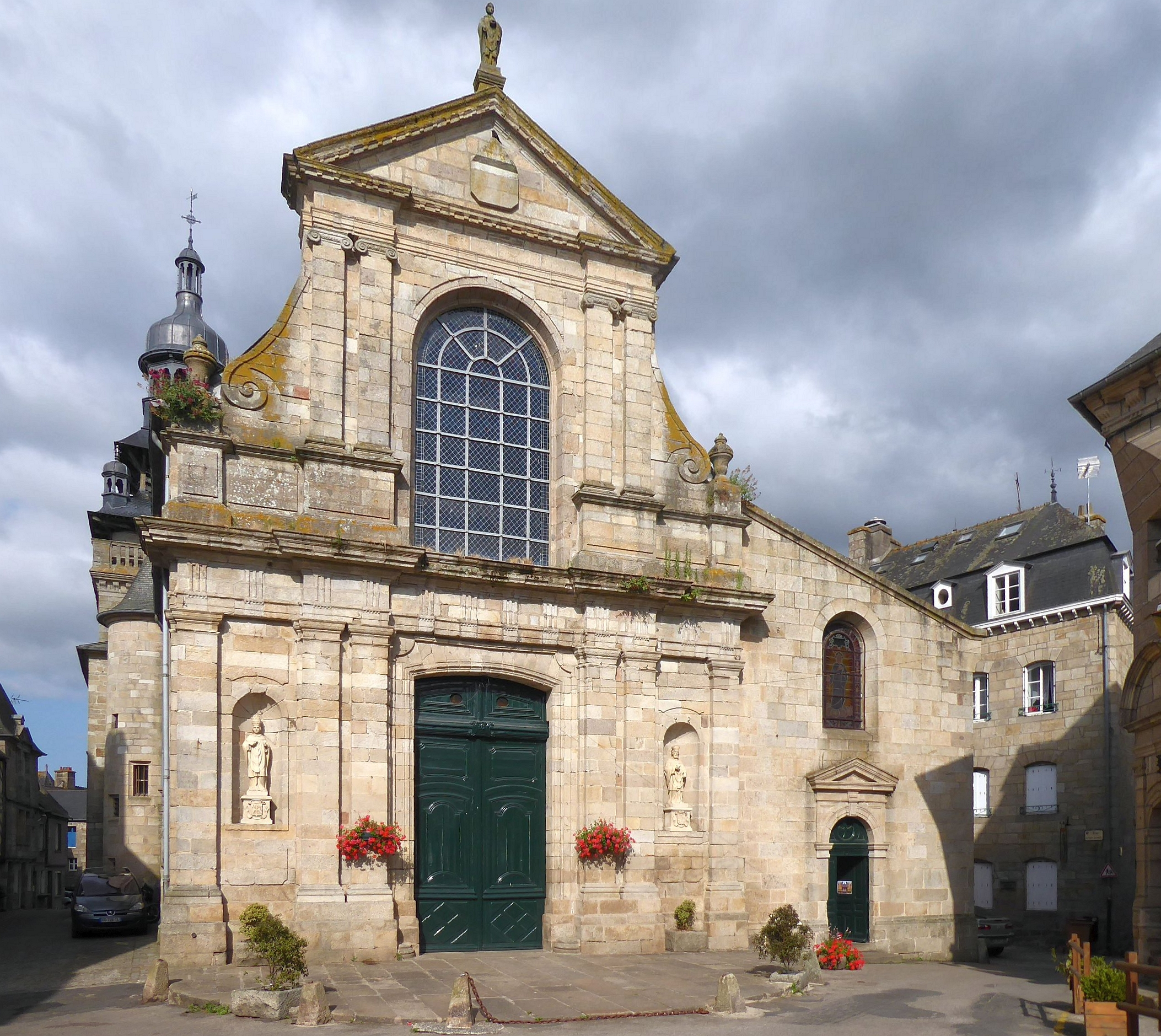
La façade de l'église Saint-Mathurin.

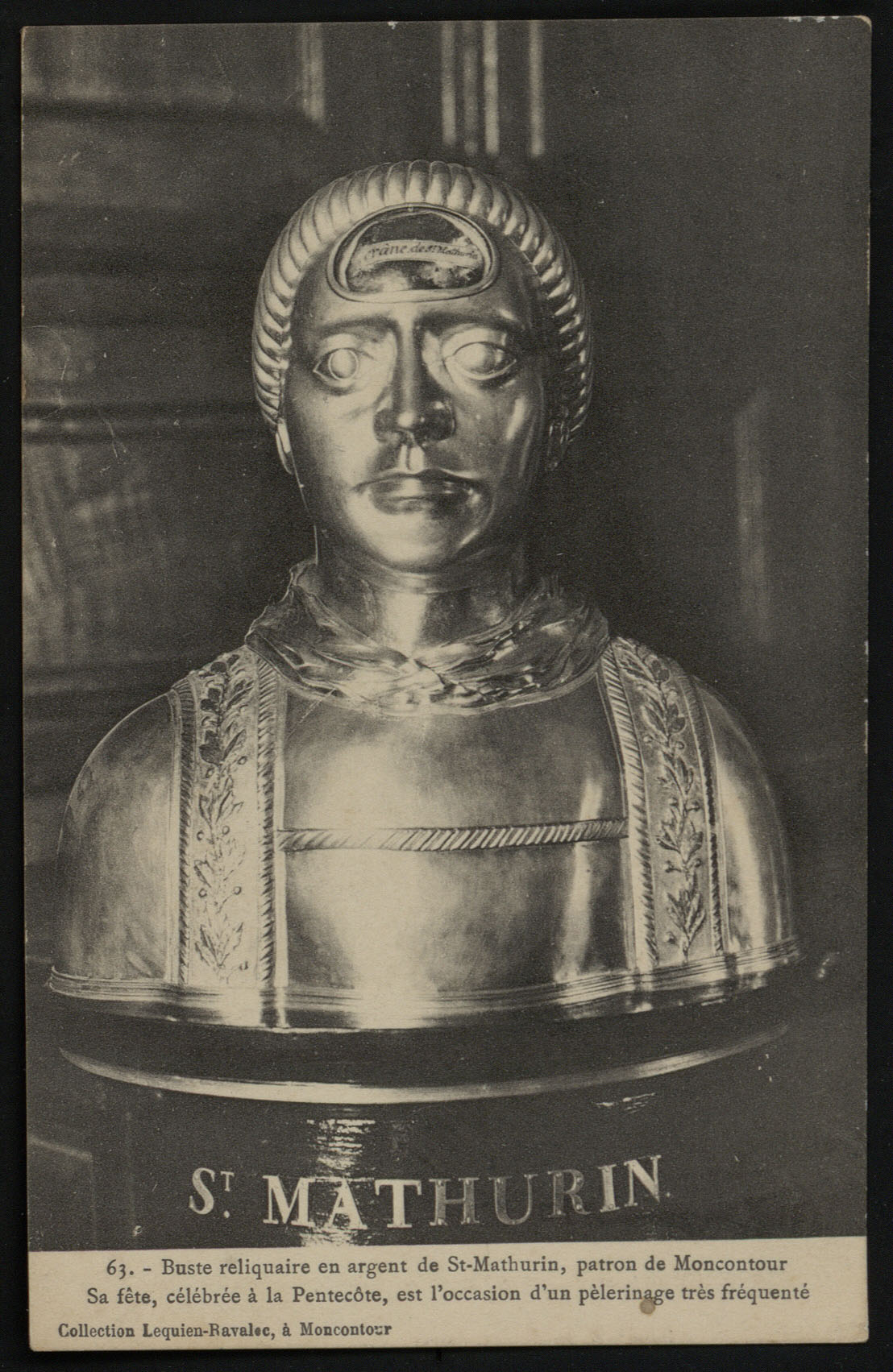
Buste-reliquaire en argent de saint Mathurin (carte postale Lequien-Ravalec).
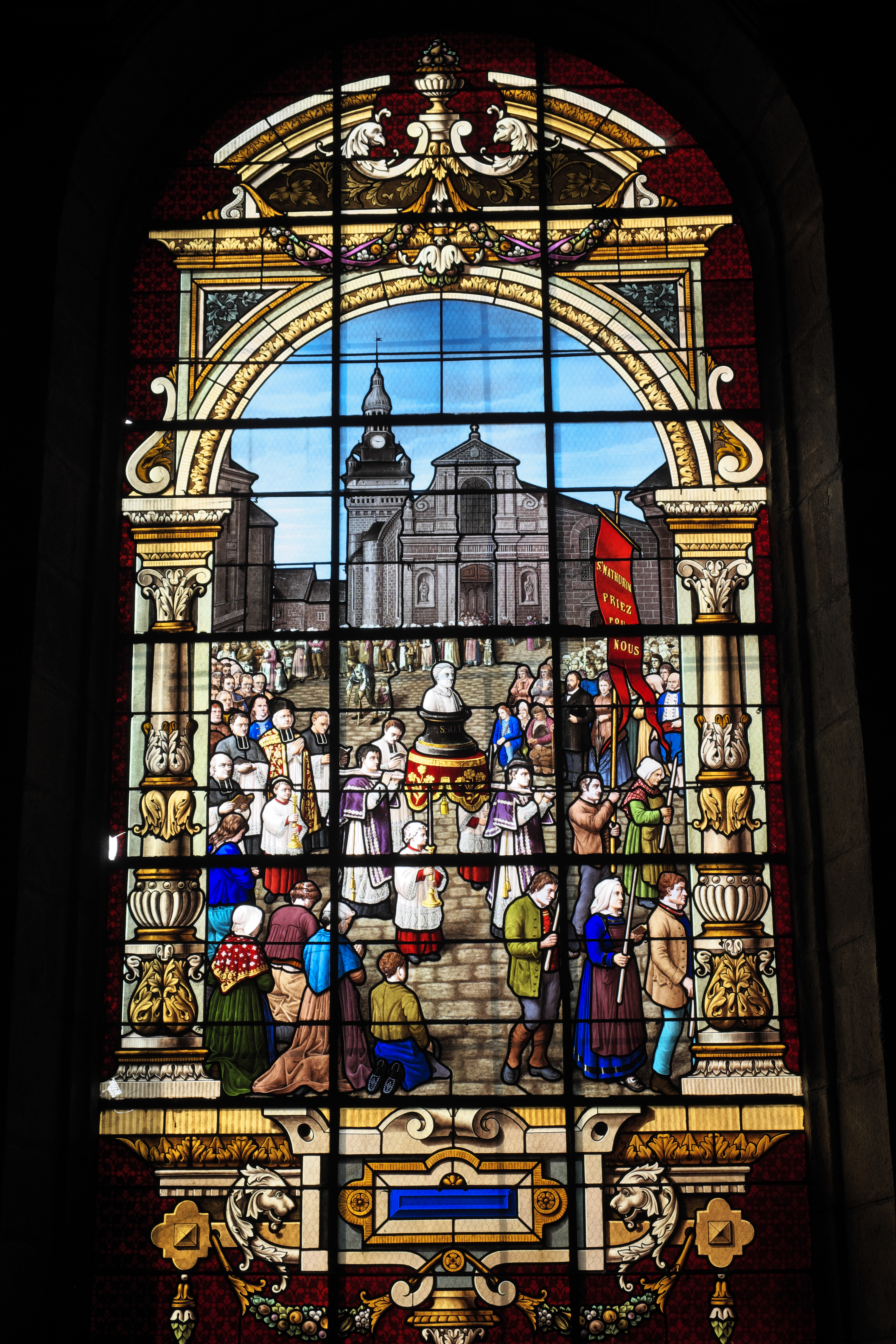
Église Saint-Mathurin, vitrail illustrant une procession en l'honneur de saint Mathurin.
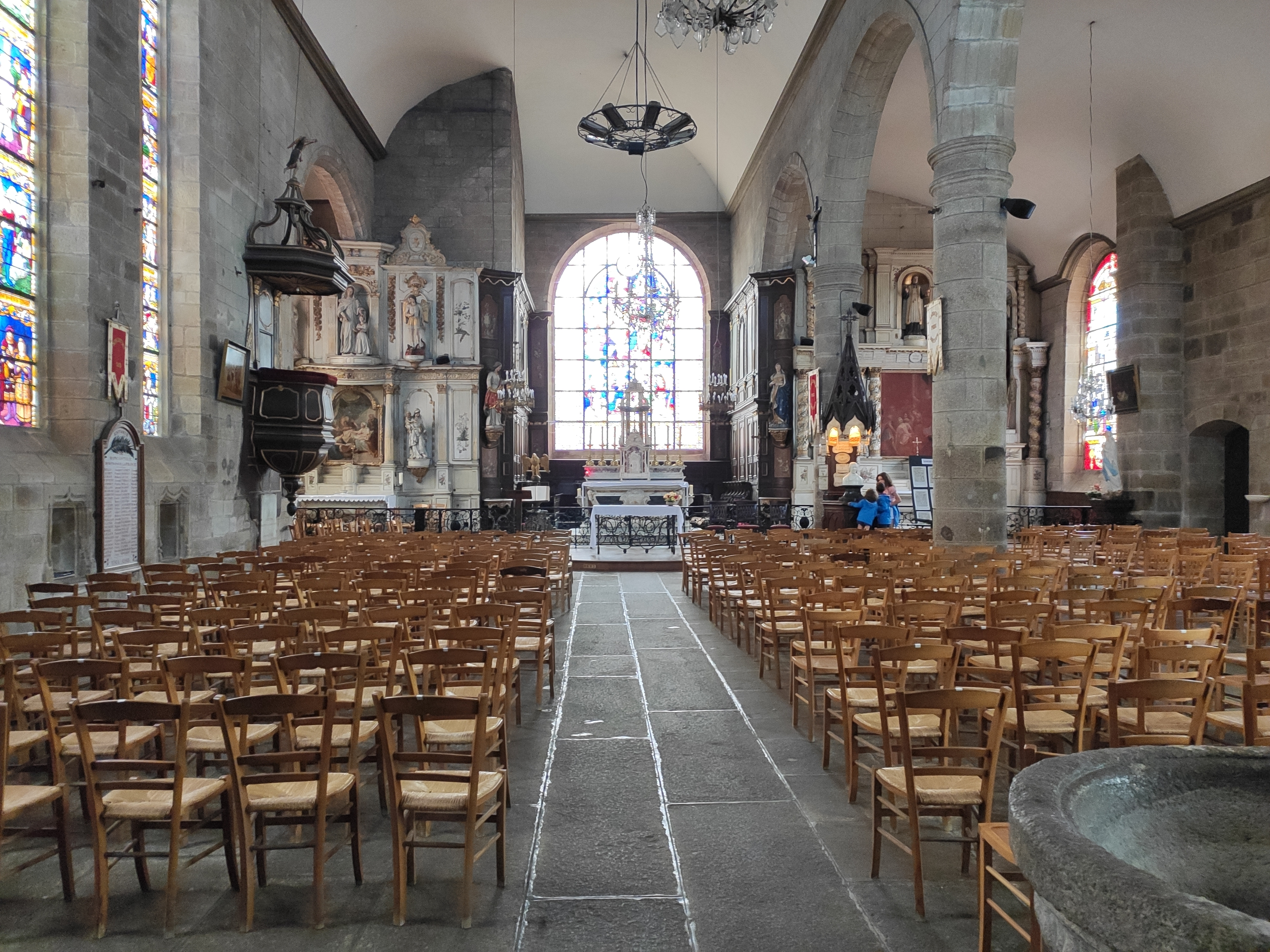
Église Saint-Mathurin : vue intérieure d'ensemble.
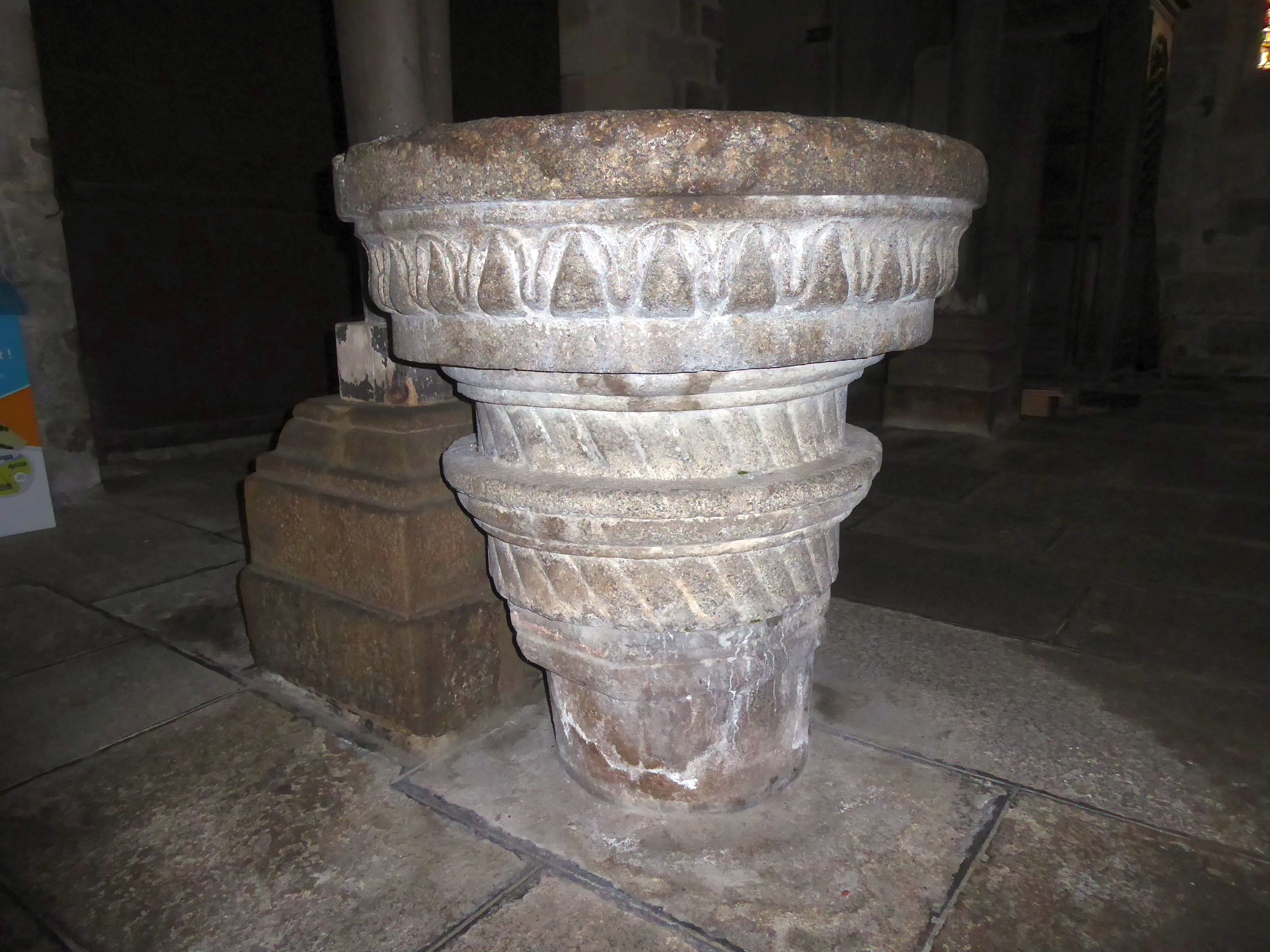
Église Saint-Mathurin : bénitier.
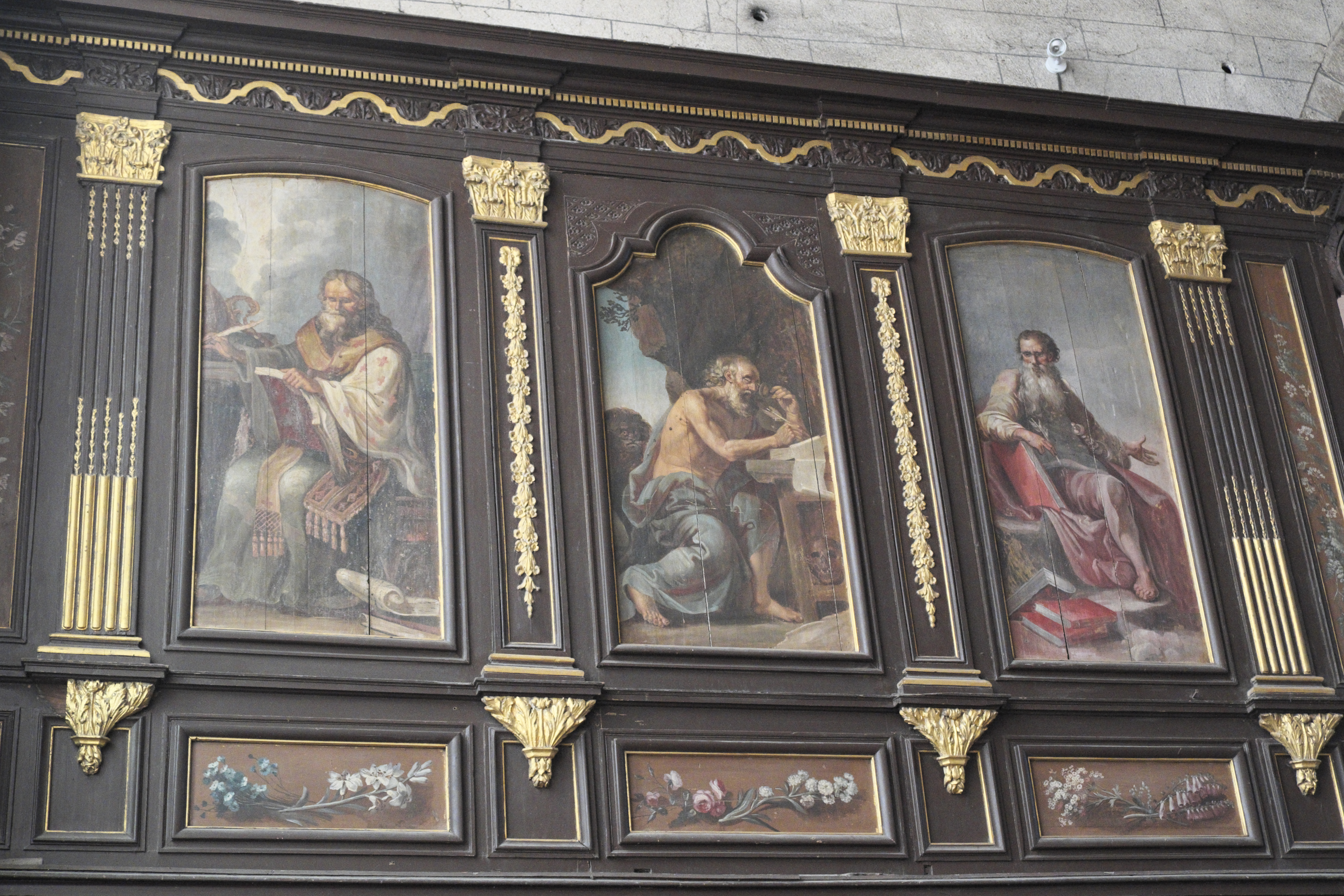
Tableaux sur lambris datant du XVIIIe siècle.

- L'ancien hôtel de Kerjégu[85].

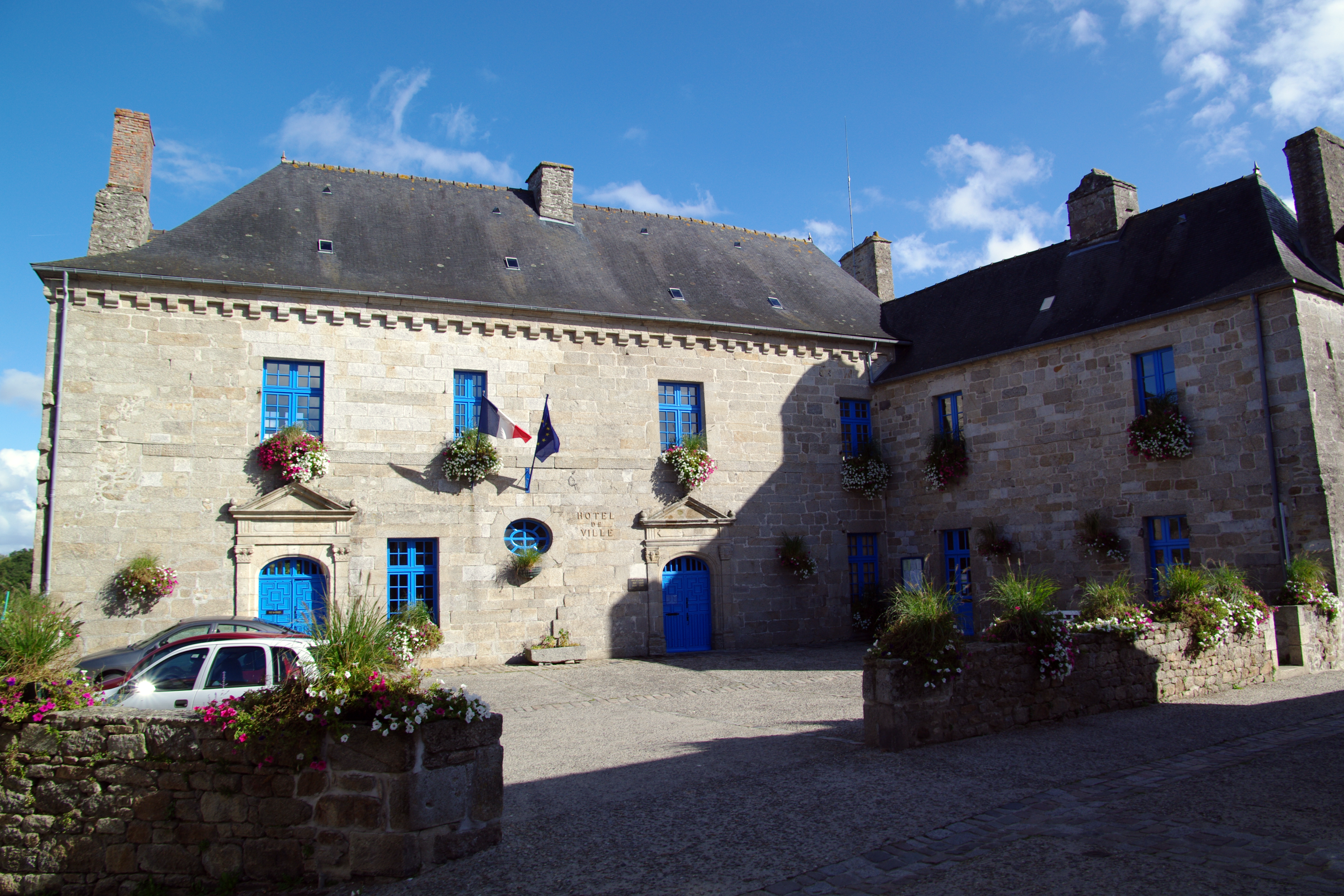
Ancien hôtel de Kerjegu.
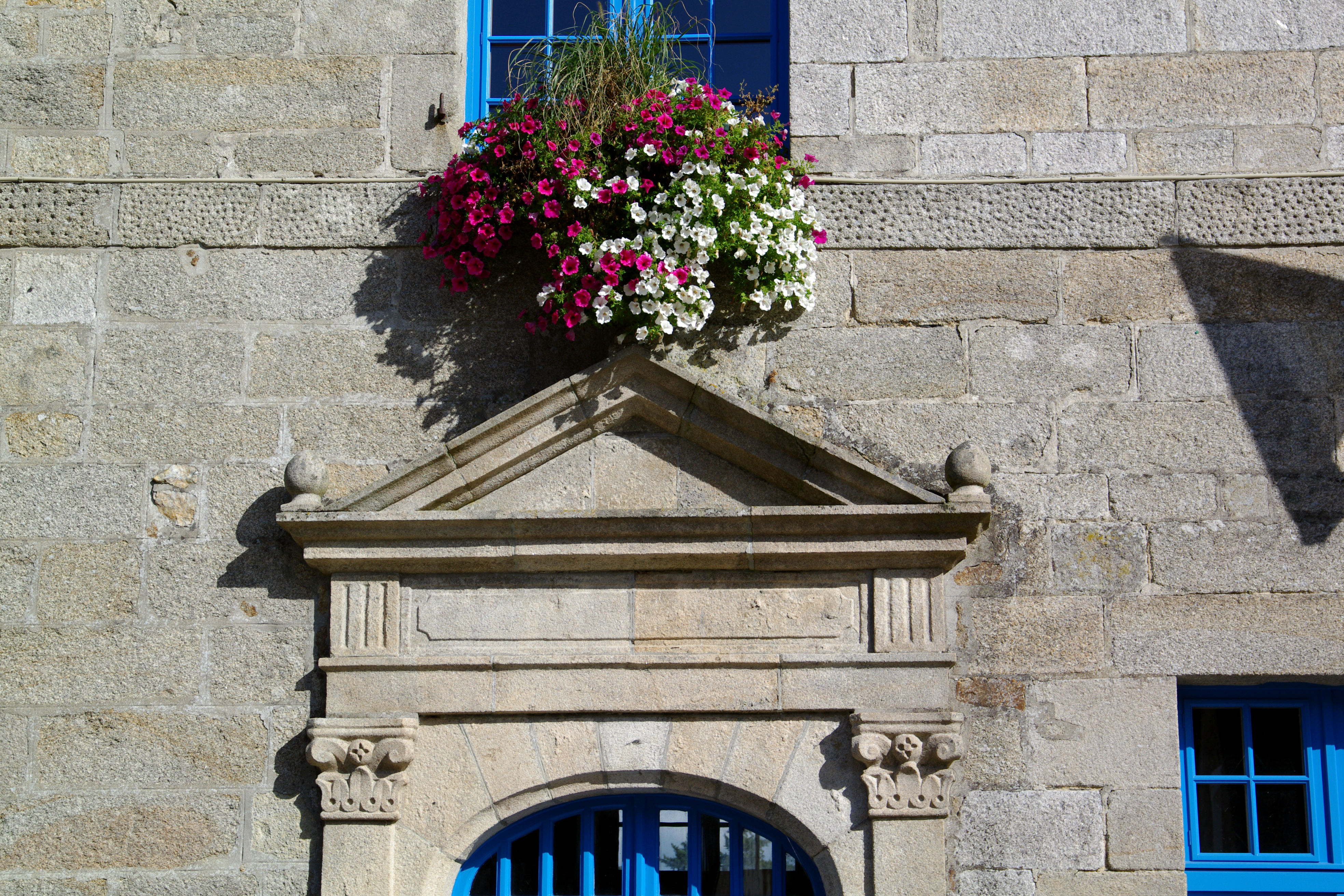
Ancien hôtel de Kerjegu, détail.

- L'ancien hôtel Veillet-Dufrêche, L'hôtel a été édifié à la demande de Jean-Baptiste Veillet-Dufrêche qui dirigeait un important comptoir de ventes de toiles[86].

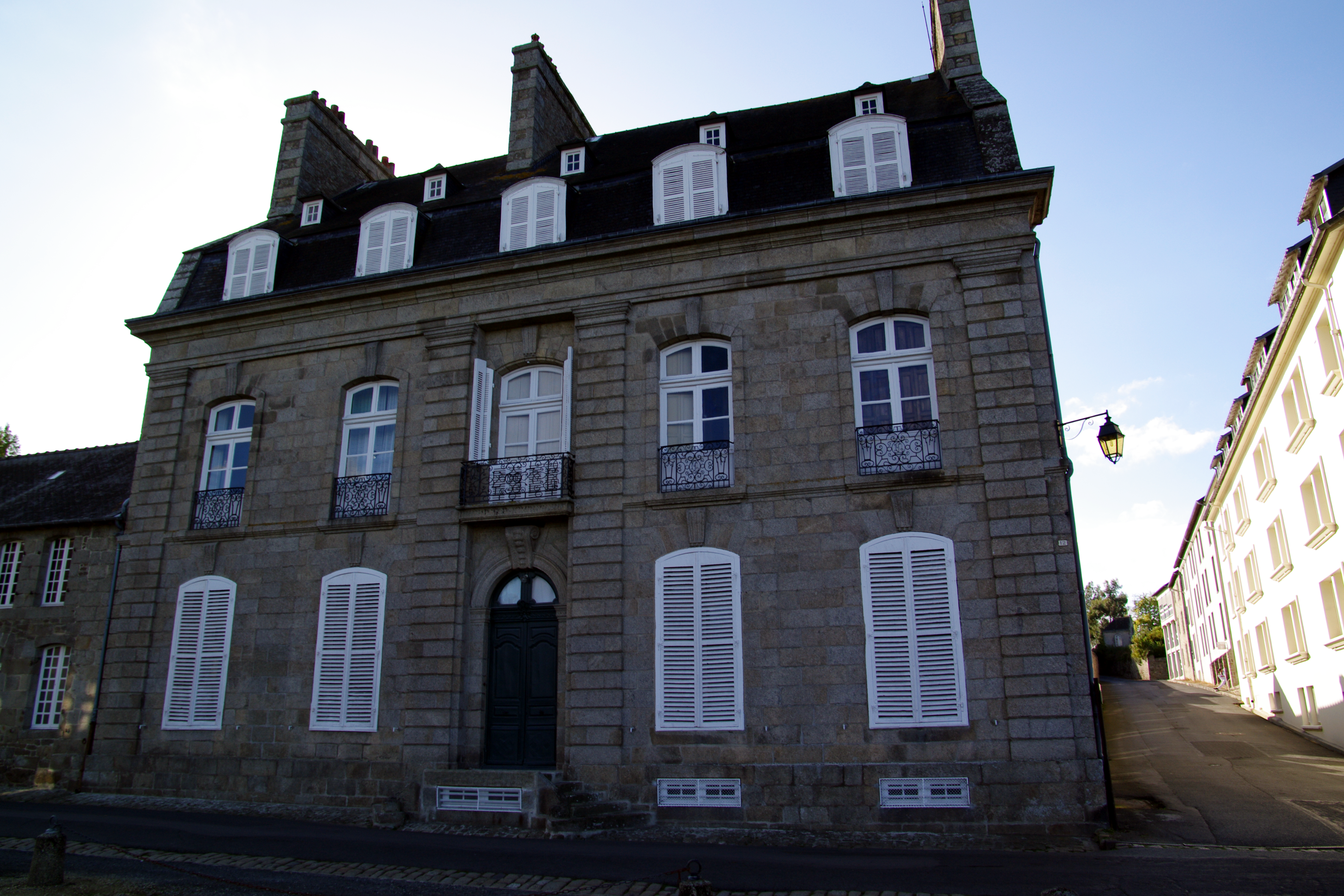
Ancien hôtel Veillet-Dufrêche.

- L'ancien presbytère[87].

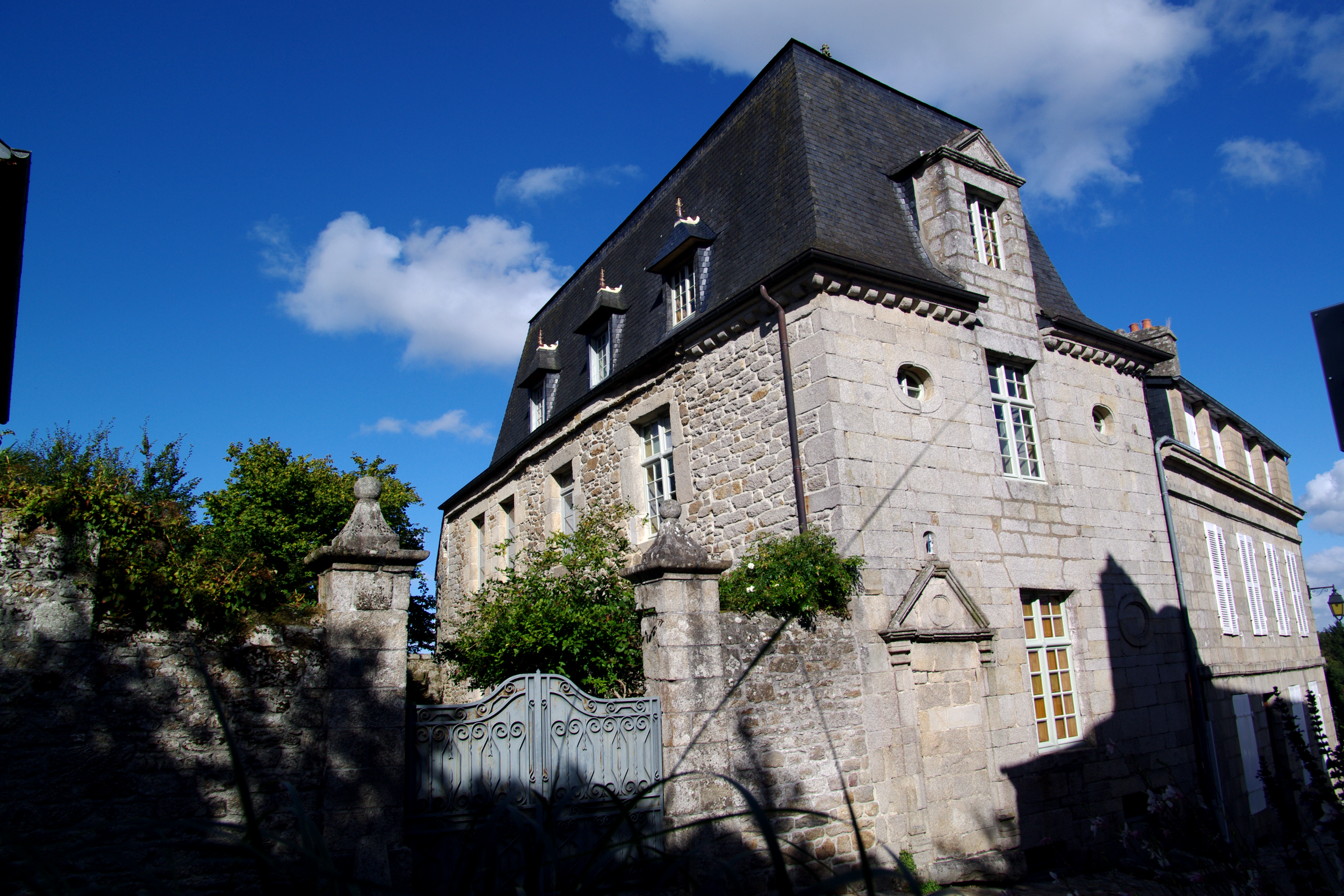
Ancien presbytère.

- Un ensemble de deux maisons situées rue du Docteur-Sagory. La plus petite date du XVIIe siècle et la plus grande, située à l'angle, remonte sans doute au XVIe siècle[88].
- L'hôtel de Clézieux[89].

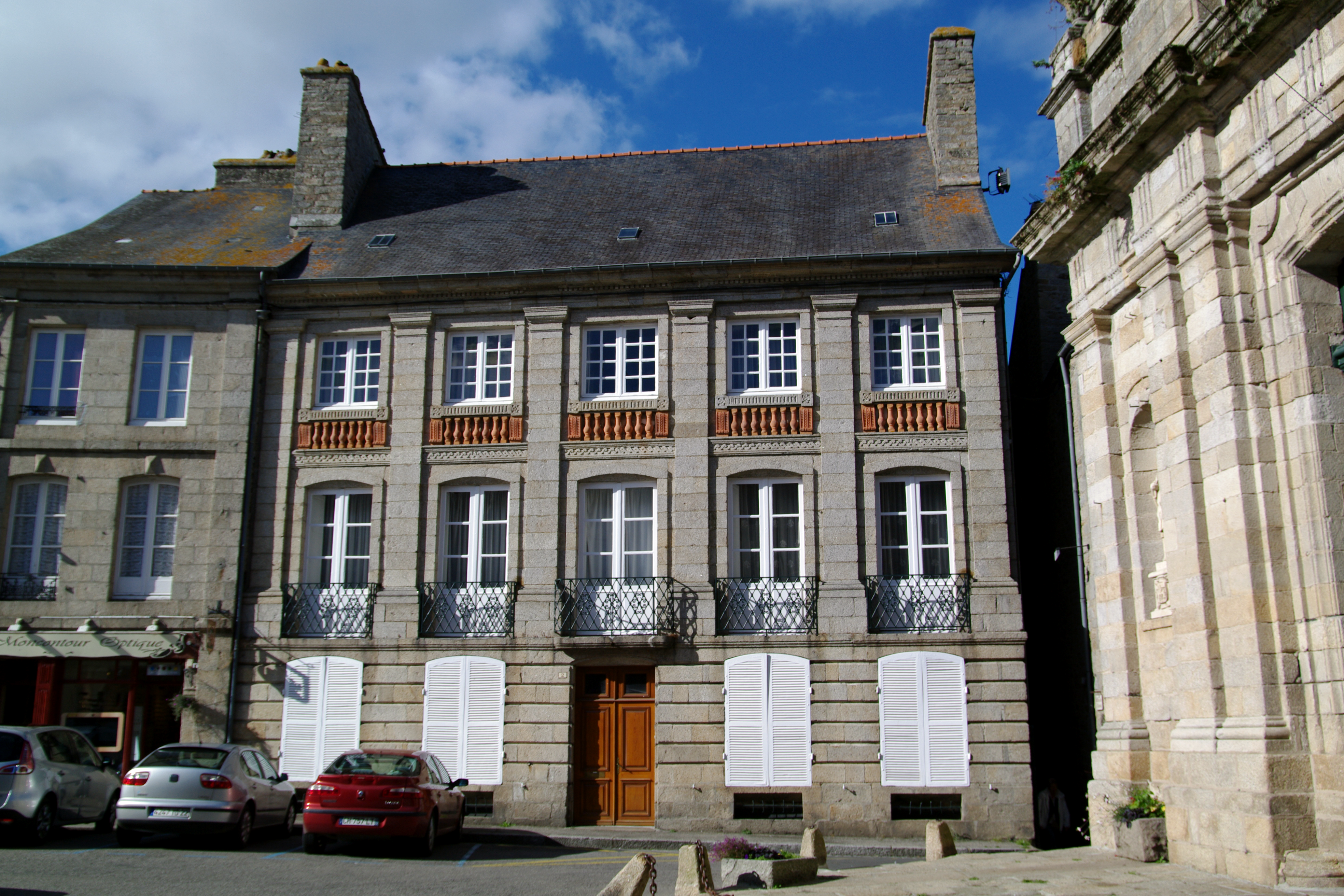
Hôtel de Clézieux.

- Une maison à fronton du XVIIIe siècle située rue du Temple[90].
- La tour Mognet et les restes de remparts du XVe siècle[91].

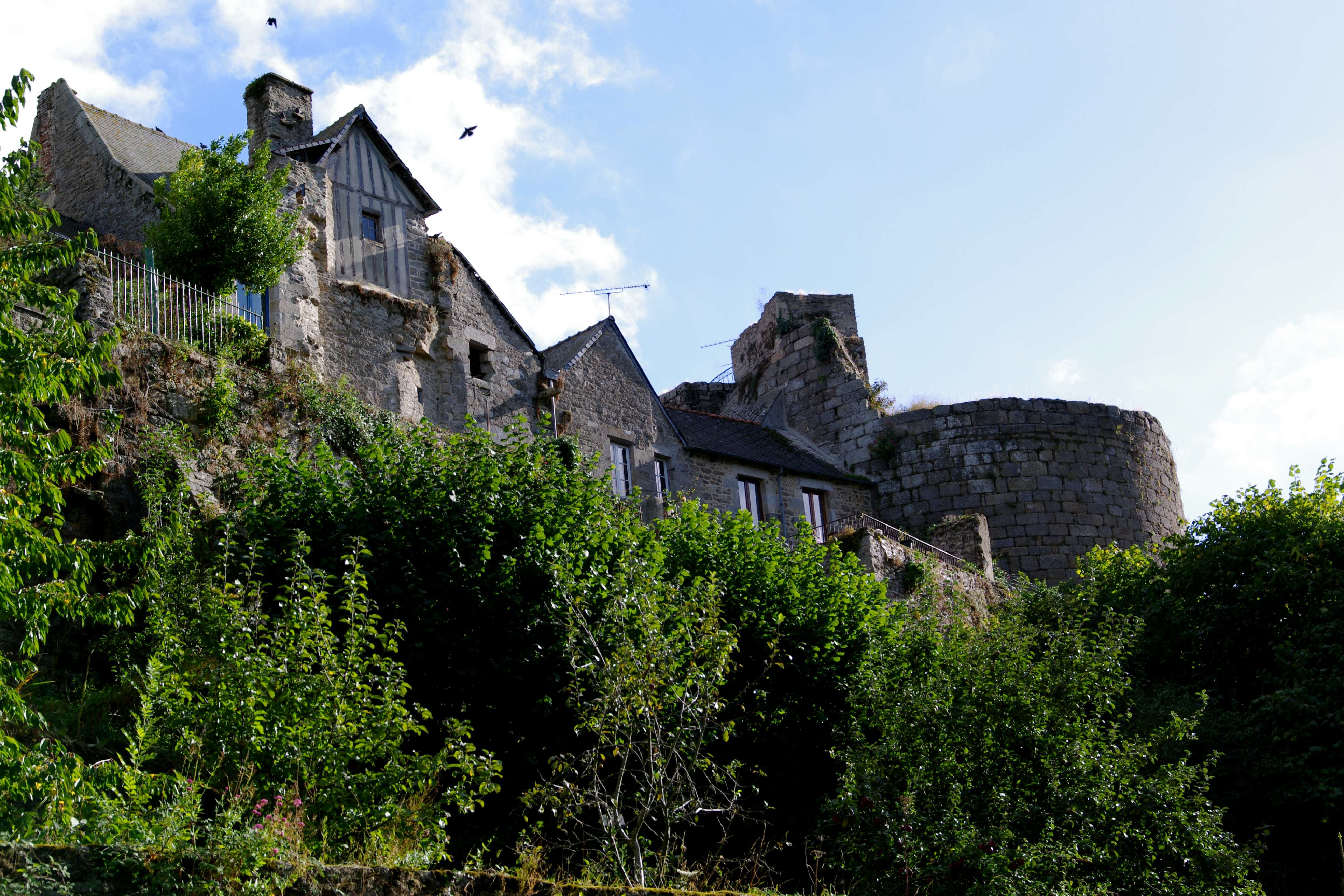
Tour Mognet.

- Porte du Faubourg Saint-Jean, ou poterne Saint-Jean, ayant appartenu aux fortifications de la ville au XIVe siècle[92].

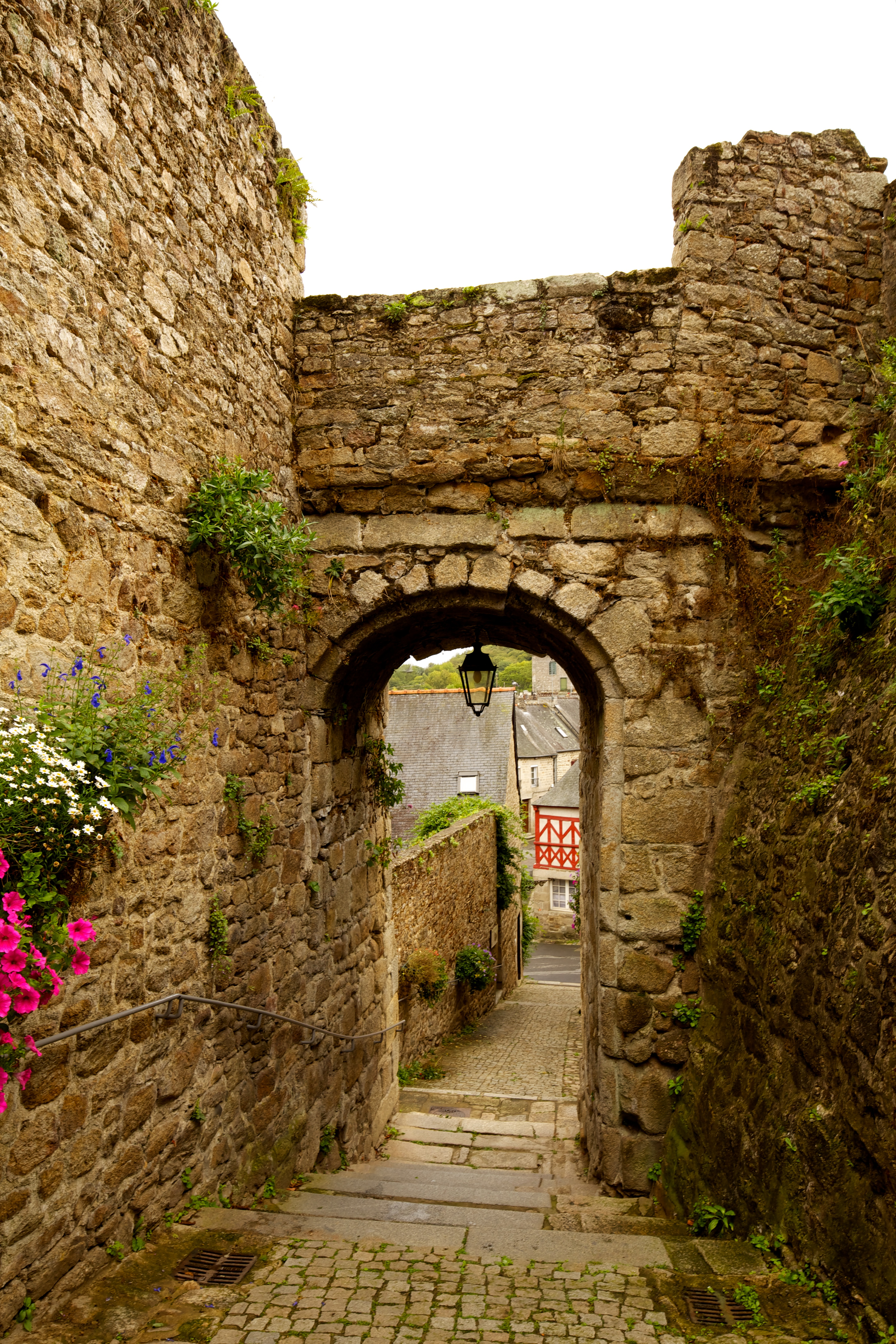
La porte du faubourg Saint-Jean.

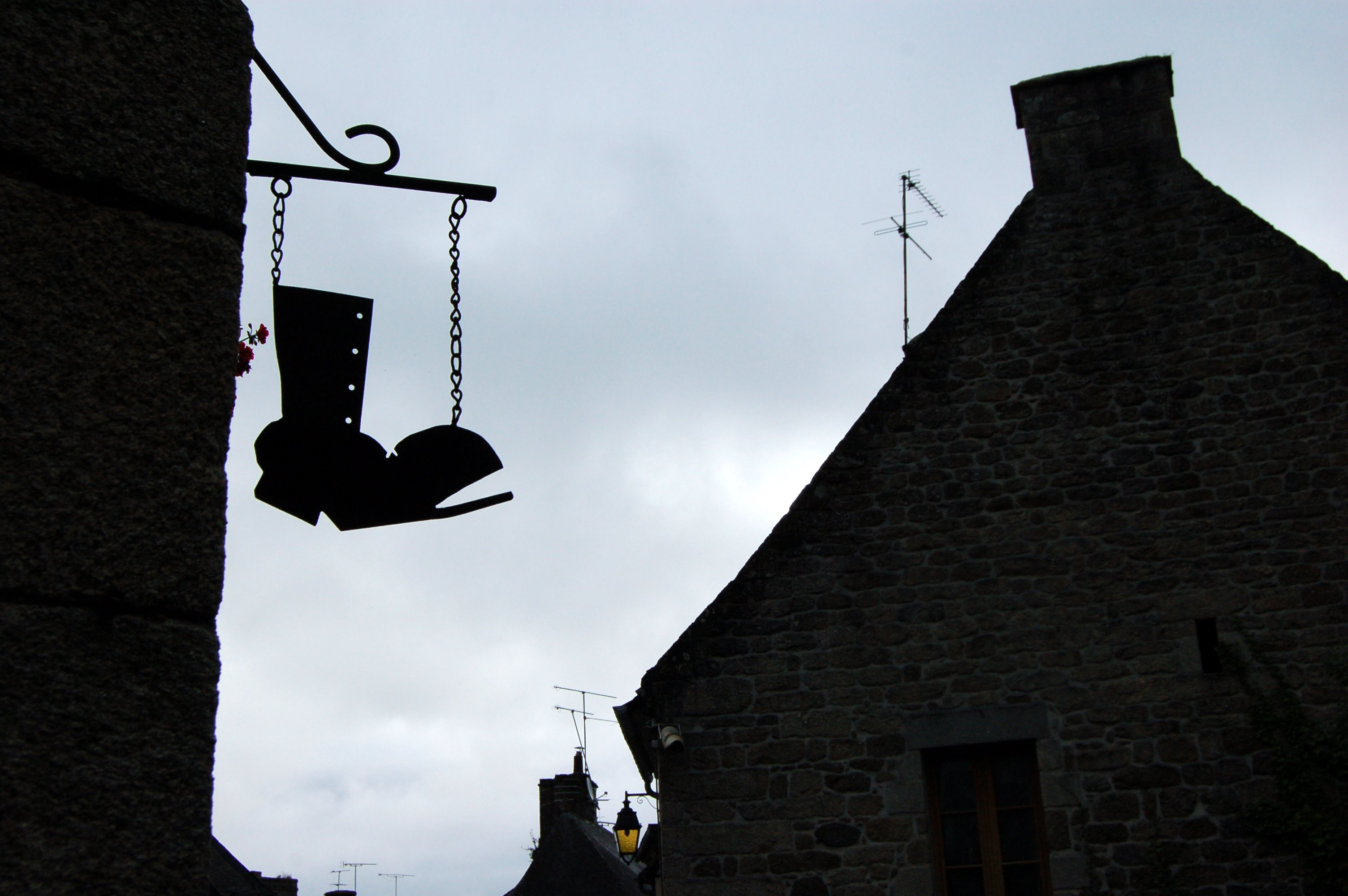
Enseigne de boutique.
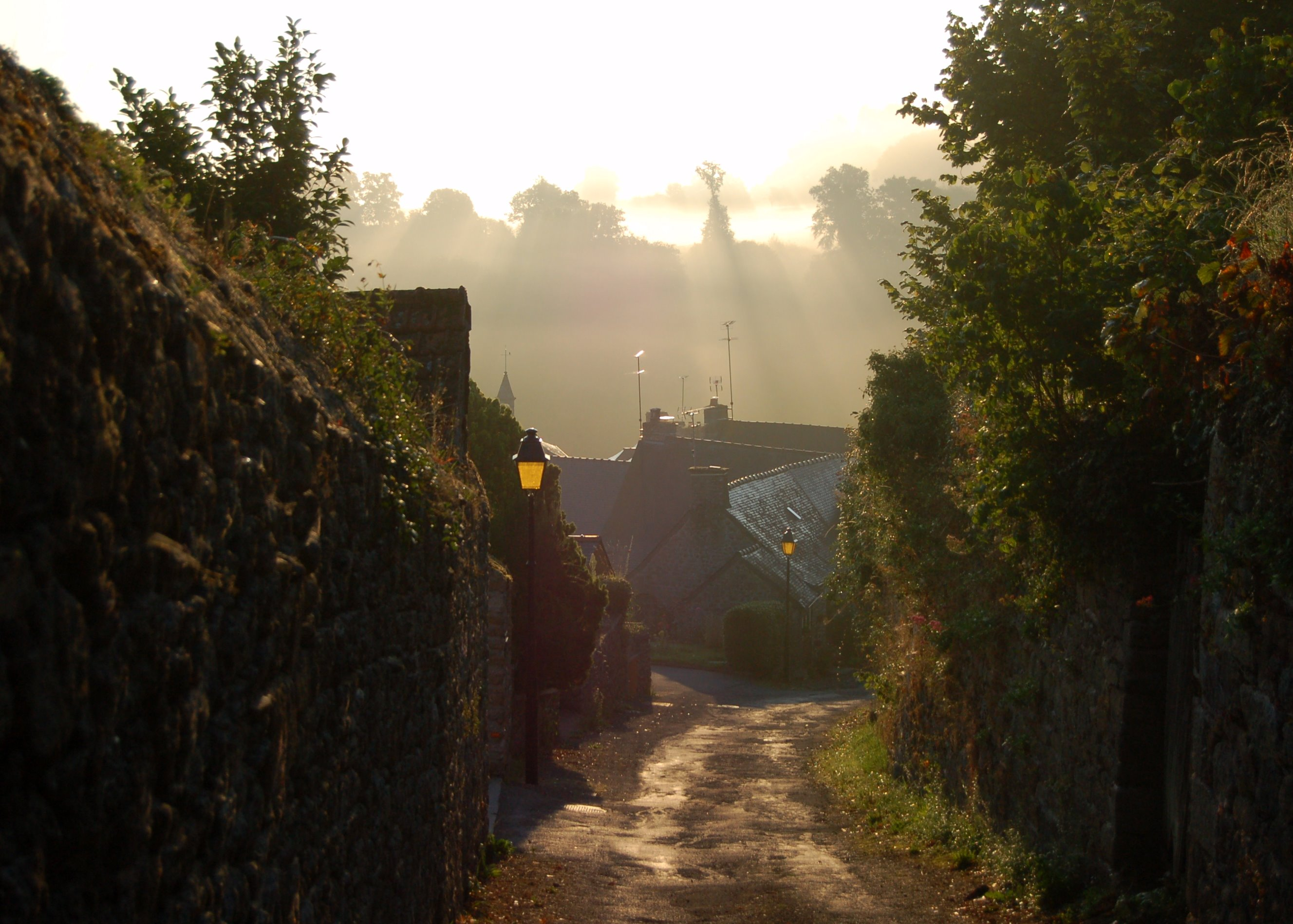
Une rue de Moncontour.
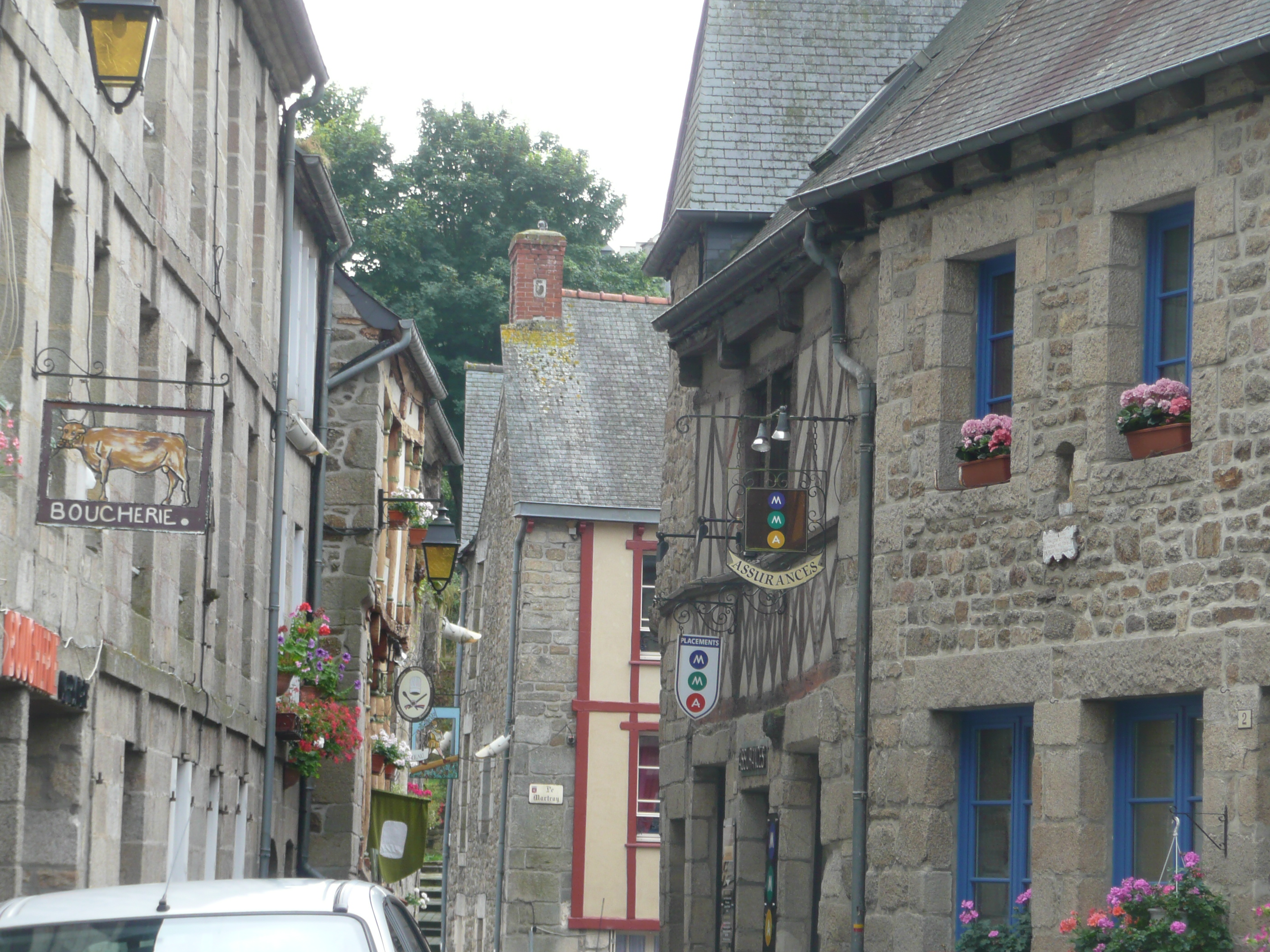
Une rue de Moncontour.
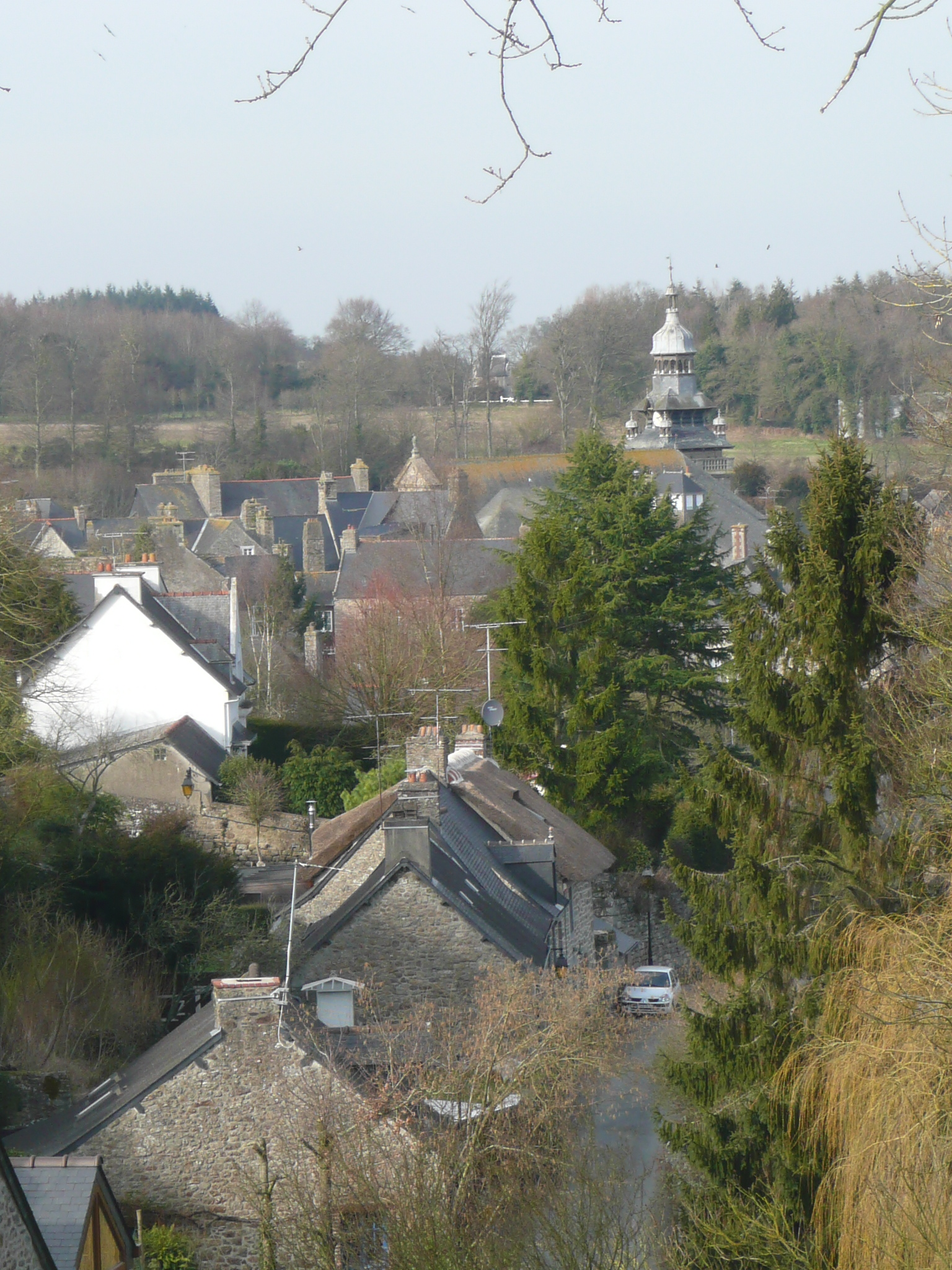
Vue générale.
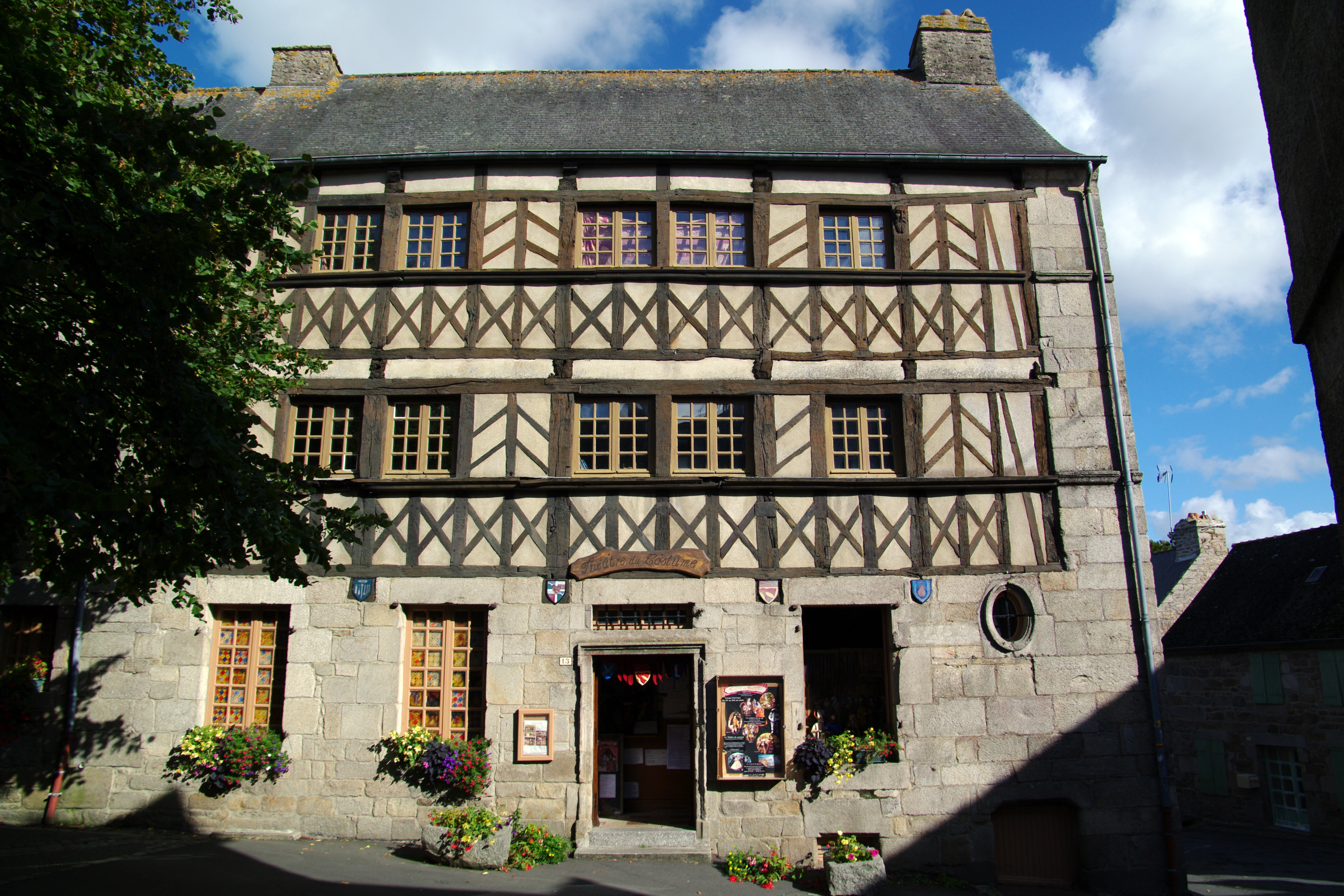
Maison classée.

- Le moulin à farine Saint-Michel, seul moulin subsistant des quatre ayant fonctionné près de l'église Saint-Michel au XIXe siècle, deux datant du XVIIe siècle et un du XVIIIe siècle[93].

## Culture
Tous les ans a lieu un concert à l'église Saint-Mathurin au profit de l'association des amis de l'orgue de Moncontour. Les concerts sont organisés par Jean-Pierre Ballon, qui possède une grande expérience de chef d'orchestre et de chœur tant avec des professionnels que des amateurs, et l'association Mélodine.

## Légende
- Selon une croyance traditionnelle légendaire, des empreintes de pas de la Sainte Famille, qui serait passée par Moncontour lors de sa Fuite en Égypte se trouvent sur des rochers de Moncontour, notamment l'empreinte d'un pied d'enfant qui serait celle de l'Enfant Jésus[95].

## Héraldique
| Blason | Blasonnement : de gueules, au lion d'argent, armé lampassé et couronné d'or, au chef d'hermines. |

## Personnalités liées à la commune
- François Douaren, né à Moncontour en 1509, juriste.
- René de Grézille, mort en 1597, gouverneur de Moncontour.
- Joachim Faiguet de Villeneuve, né à Moncontour le 16 octobre 1703 et mort en 1780, économiste.
- Maurice Gervais Geslin de Trémargat, mort en 1819 à Moncontour, général.
- François-Joseph-Marie Couëssurel de La Brousse, mort en 1802 à Moncontour, député des Côtes-du-Nord.
- René-Charles Loncle des Aleux, né en 1754, maire de Moncontour.
- François Félix Monjaret de Kerjégu, né en 1781 à Moncontour, maire de Moncontour et député des Côtes-du-Nord.
- Augustin Latimier du Clésieux, né en 1797 à Moncontour, financier.
- Jean-Marie Le Veneur de La Roche, mort en 1816 à Moncontour, officier chouan.
- François Marie Monjaret de Kerjégu, né en 1809 à Moncontour, homme politique.
- Louis Monjaret de Kerjégu, né en 1812 à Moncontour, homme politique.
- Jules de Monjaret de Kerjégu, né en 1816 à Moncontour, amiral et homme politique.
- Ludovic de Foucaud, né en 1817 à Bréhand-Moncontour, maire de Moncontour et député des Côtes-du-Nord.
- Jean-Baptiste Veillet-Dufrêche, né en 1838 à Moncontour, homme politique.
- Émile Hamonic, né à Moncontour, le 25 août 1861, dans la famille d'un quincaillier. Peintre photographe, éditeur de cartes postales ; membre de l'Union régionaliste bretonne, il décède le 24 juillet 1943, à Saint-Brieuc.